# Населённые пункты Вологодской области в районах (от Г до С)
Населённые пункты Вологодской области в районах (от Г до С)
Численность населения сельских населённых пунктов приведена по данным переписи населения 2010 года, численность населения городских населённых пунктов (посёлков городского типа (рабочих посёлков) и городов) — по данным переписи по состоянию на 1 октября 2023 года.
Населённые пункты на территории Сокольского района разбиваются на три категории:
- город областного значения;
- город краевого значения;
- сельские населённые пункты.

## Районы

### Грязовецкий
1 сельский населённый пункт Грязовецкого района на муниципальном уровне относится к Бабушкинскому муниципальному району, ещё 2 сельских населённых пункта относятся к Тотемскому муниципальному району.
| №   | Населённый пункт      | Тип             | Население                                                                                  | Мун. район   |
| --- | --------------------- | --------------- | ------------------------------------------------------------------------------------------ | ------------ |
| 1   | Абанино               | деревня         | 10                                                                                         | Грязовецкий  |
| 2   | Аграфенка             | деревня         | 0                                                                                          | Грязовецкий  |
| 3   | Акинфовица            | деревня         | 0                                                                                          | Грязовецкий  |
| 4   | Аксёново              | деревня         | 103                                                                                        | Грязовецкий  |
| 5   | Аксёново              | деревня         | 0                                                                                          | Грязовецкий  |
| 6   | Алексино              | деревня         | 8                                                                                          | Грязовецкий  |
| 7   | Алферово              | деревня         | 0                                                                                          | Грязовецкий  |
| 8   | Алферово              | деревня         | 0                                                                                          | Грязовецкий  |
| 9   | Ананкино              | деревня         | 0                                                                                          | Грязовецкий  |
| 10  | Андраково             | деревня         | 15                                                                                         | Грязовецкий  |
| 11  | Андрейково            | деревня         | 0                                                                                          | Грязовецкий  |
| 12  | Андрейково            | деревня         | 0                                                                                          | Грязовецкий  |
| 13  | Аннинское             | деревня         | 9                                                                                          | Грязовецкий  |
| 14  | Анопино               | деревня         | 13                                                                                         | Грязовецкий  |
| 15  | Аносово               | деревня         | 8                                                                                          | Грязовецкий  |
| 16  | Анохино               | деревня         | 345                                                                                        | Грязовецкий  |
| 17  | Антипино              | деревня         | 0                                                                                          | Грязовецкий  |
| 18  | Арефино               | деревня         | 10                                                                                         | Грязовецкий  |
| 19  | Аркатово              | деревня         | 4                                                                                          | Грязовецкий  |
| 20  | Арсенка               | деревня         | 0                                                                                          | Грязовецкий  |
| 21  | Артемово              | деревня         | 8                                                                                          | Грязовецкий  |
| 22  | Афанасково            | деревня         | 0                                                                                          | Грязовецкий  |
| 23  | Бакланка              | станция         | 76                                                                                         | Грязовецкий  |
| 24  | Бакланка              | деревня         | 0                                                                                          | Грязовецкий  |
| 25  | Бакшейка              | деревня         | 24                                                                                         | Грязовецкий  |
| 26  | Бакшино               | деревня         | 17                                                                                         | Грязовецкий  |
| 27  | Балагурово            | деревня         | 0                                                                                          | Грязовецкий  |
| 28  | Барское               | деревня         | 0                                                                                          | Грязовецкий  |
| 29  | Барское-Сырищево      | деревня         | 0                                                                                          | Грязовецкий  |
| 30  | Басаргино             | деревня         | 53                                                                                         | Грязовецкий  |
| 31  | Басино                | деревня         | 0                                                                                          | Грязовецкий  |
| 32  | Батово                | деревня         | 93                                                                                         | Грязовецкий  |
| 33  | Бекренево             | деревня         | 36                                                                                         | Грязовецкий  |
| 34  | Белово                | деревня         | 3                                                                                          | Грязовецкий  |
| 35  | Бель                  | деревня         | 0                                                                                          | Грязовецкий  |
| 36  | Берендеево            | деревня         | 0                                                                                          | Грязовецкий  |
| 37  | Блазны                | деревня         | 8                                                                                          | Грязовецкий  |
| 38  | Боброво               | деревня         | 0                                                                                          | Грязовецкий  |
| 39  | Боброво               | деревня         | 16                                                                                         | Грязовецкий  |
| 40  | Богданово             | деревня         | 5                                                                                          | Грязовецкий  |
| 41  | Богослово             | деревня         | 0                                                                                          | Грязовецкий  |
| 42  | Бокотово              | деревня         | 6                                                                                          | Грязовецкий  |
| 43  | Большие Дворища       | деревня         | 79                                                                                         | Грязовецкий  |
| 44  | Большое Бродино       | деревня         | 6                                                                                          | Грязовецкий  |
| 45  | Большое Денисьево     | деревня         | 9                                                                                          | Грязовецкий  |
| 46  | Большое Займище       | деревня         | 18                                                                                         | Грязовецкий  |
| 47  | Большое Косиково      | деревня         | 53                                                                                         | Грязовецкий  |
| 48  | Большое Костино       | деревня         | 6                                                                                          | Грязовецкий  |
| 49  | Большой Дор           | деревня         | 9                                                                                          | Грязовецкий  |
| 50  | Борщовка              | деревня         | 0                                                                                          | Грязовецкий  |
| 51  | Брагино               | деревня         | 11                                                                                         | Грязовецкий  |
| 52  | Брагино               | деревня         | 4                                                                                          | Грязовецкий  |
| 53  | Брянцево              | деревня         | 0                                                                                          | Грязовецкий  |
| 54  | Бубейкино             | деревня         | 0                                                                                          | Грязовецкий  |
| 55  | Бурково               | деревня         | 0                                                                                          | Грязовецкий  |
| 56  | Бурцево               | деревня         | 0                                                                                          | Грязовецкий  |
| 57  | Бушуиха               | деревня         | 0                                                                                          | Грязовецкий  |
| 58  | Бушуиха               | посёлок         | 426                                                                                        | Грязовецкий  |
| 59  | Бушуиха               | станция         | 27                                                                                         | Грязовецкий  |
| 60  | Быково                | деревня         | 0                                                                                          | Грязовецкий  |
| 61  | Ваганово              | деревня         | 3                                                                                          | Грязовецкий  |
| 62  | Вайдаш                | деревня         | 0                                                                                          | Грязовецкий  |
| 63  | Ванчино               | деревня         | 4                                                                                          | Грязовецкий  |
| 64  | Вараксино             | деревня         | 242                                                                                        | Грязовецкий  |
| 65  | Василево              | деревня         | 3                                                                                          | Грязовецкий  |
| 66  | Васильевка            | деревня         | 0                                                                                          | Грязовецкий  |
| 67  | Васюково              | деревня         | 25                                                                                         | Грязовецкий  |
| 68  | Ведерково             | деревня         | 4                                                                                          | Грязовецкий  |
| 69  | Векшино               | деревня         | 0                                                                                          | Грязовецкий  |
| 70  | Великорецкий Липовик  | деревня         | 4                                                                                          | Грязовецкий  |
| 71  | Верхняя Пустынь       | деревня         | 4                                                                                          | Грязовецкий  |
| 72  | Висляково             | деревня         | 7                                                                                          | Грязовецкий  |
| 73  | Воздвиженское         | деревня         | 15                                                                                         | Грязовецкий  |
| 74  | Вознесенье            | село            | 0                                                                                          | Грязовецкий  |
| 75  | Волково               | деревня         | 15                                                                                         | Грязовецкий  |
| 76  | Волково               | деревня         | 0                                                                                          | Грязовецкий  |
| 77  | Волосатово            | деревня         | 0                                                                                          | Грязовецкий  |
| 78  | Волоцкой              | деревня         | 0                                                                                          | Грязовецкий  |
| 79  | Волынево              | деревня         | 3                                                                                          | Грязовецкий  |
| 80  | Вольное-Сырищево      | деревня         | 0                                                                                          | Грязовецкий  |
| 81  | Воронино              | деревня         | 9                                                                                          | Грязовецкий  |
| 82  | Воскресенское         | село            | 0                                                                                          | Грязовецкий  |
| 83  | Вострогский           | посёлок         | 286                                                                                        | Грязовецкий  |
| 84  | д. Восья              | деревня         | 0                                                                                          | Грязовецкий  |
| 85  | п. Восья              | посёлок         | 19                                                                                         | Грязовецкий  |
| 86  | Вохтога               | деревня         | 117                                                                                        | Грязовецкий  |
| 87  | Вохтога               | рабочий посёлок | 5425                                                                                       | Грязовецкий  |
| 88  | Выборово              | деревня         | 10                                                                                         | Грязовецкий  |
| 89  | Высоково              | деревня         | 0                                                                                          | Грязовецкий  |
| 90  | Гавраково             | деревня         | 0                                                                                          | Грязовецкий  |
| 91  | Галкино               | деревня         | 0                                                                                          | Грязовецкий  |
| 92  | Гари                  | деревня         | 23                                                                                         | Грязовецкий  |
| 93  | Герасимово            | деревня         | 5                                                                                          | Грязовецкий  |
| 94  | Глубокое              | деревня         | 4                                                                                          | Грязовецкий  |
| 95  | Глубокое              | хутор           | 238                                                                                        | Грязовецкий  |
| 96  | Голубково             | деревня         | 0                                                                                          | Грязовецкий  |
| 97  | Гора                  | деревня         | 6                                                                                          | Грязовецкий  |
| 98  | Горицы                | деревня         | 7                                                                                          | Грязовецкий  |
| 99  | Горка                 | деревня         | 0                                                                                          | Грязовецкий  |
| 100 | Гремячий              | посёлок         | 301                                                                                        | Тотемский    |
| 101 | Грибово               | деревня         | 0                                                                                          | Грязовецкий  |
| 102 | Гридино               | деревня         | 31                                                                                         | Грязовецкий  |
| 103 | Гридино               | деревня         | 0                                                                                          | Грязовецкий  |
| 104 | Гридино               | деревня         | 0                                                                                          | Грязовецкий  |
| 105 | Грязовец              | город           | 14 424                                                                                     | Грязовецкий  |
| 106 | Дворец                | деревня         | 17                                                                                         | Грязовецкий  |
| 107 | Девять Изб            | деревня         | 0                                                                                          | Грязовецкий  |
| 108 | Дедово                | деревня         | 0                                                                                          | Грязовецкий  |
| 109 | Демкино               | деревня         | 0                                                                                          | Грязовецкий  |
| 110 | Демьянково            | деревня         | 11                                                                                         | Грязовецкий  |
| 111 | Демьяново             | село            | 200                                                                                        | Грязовецкий  |
| 112 | Дикарево              | деревня         | 3                                                                                          | Грязовецкий  |
| 113 | Дмитриево             | деревня         | 0                                                                                          | Грязовецкий  |
| 114 | Дмитриево             | деревня         | 6                                                                                          | Грязовецкий  |
| 115 | Дмитриевское          | село            | 0                                                                                          | Грязовецкий  |
| 116 | Долотово              | деревня         | 0                                                                                          | Грязовецкий  |
| 117 | Дор                   | деревня         | 0                                                                                          | Грязовецкий  |
| 118 | Дор                   | деревня         | 3                                                                                          | Грязовецкий  |
| 119 | Дорожный Крутец       | деревня         | 0                                                                                          | Грязовецкий  |
| 120 | Дресвище              | деревня         | 75                                                                                         | Грязовецкий  |
| 121 | Дроздово              | деревня         | 0                                                                                          | Грязовецкий  |
| 122 | Дубовка               | деревня         | 6                                                                                          | Грязовецкий  |
| 123 | Дуденево              | деревня         | 0                                                                                          | Грязовецкий  |
| 124 | Дыроватово            | деревня         | 0                                                                                          | Грязовецкий  |
| 125 | Дьяково               | деревня         | 0                                                                                          | Грязовецкий  |
| 126 | Дьяконово             | деревня         | 0                                                                                          | Грязовецкий  |
| 127 | Дюкосово              | деревня         | 3                                                                                          | Грязовецкий  |
| 128 | Дядинское             | деревня         | 4                                                                                          | Грязовецкий  |
| 129 | Евдокимово            | деревня         | 12                                                                                         | Грязовецкий  |
| 130 | Евсюково              | деревня         | 10                                                                                         | Грязовецкий  |
| 131 | Ежово                 | деревня         | 11                                                                                         | Грязовецкий  |
| 132 | Елховка               | деревня         | 0                                                                                          | Грязовецкий  |
| 133 | Ельник                | деревня         | 0                                                                                          | Грязовецкий  |
| 134 | Ермолино              | деревня         | 12                                                                                         | Грязовецкий  |
| 135 | Есюткино              | деревня         | 7                                                                                          | Грязовецкий  |
| 136 | Желоминино            | деревня         | 0                                                                                          | Грязовецкий  |
| 137 | Желтиково             | деревня         | 0                                                                                          | Грязовецкий  |
| 138 | Жерноково             | деревня         | 216                                                                                        | Грязовецкий  |
| 139 | Задорка               | деревня         | 3                                                                                          | Грязовецкий  |
| 140 | Заемье                | деревня         | 140                                                                                        | Грязовецкий  |
| 141 | Зажолка               | деревня         | 0                                                                                          | Грязовецкий  |
| 142 | Запрудново            | деревня         | 0                                                                                          | Грязовецкий  |
| 143 | Заречье               | деревня         | 119                                                                                        | Грязовецкий  |
| 144 | Заречье               | деревня         | 0                                                                                          | Грязовецкий  |
| 145 | Заречье               | деревня         | 3                                                                                          | Грязовецкий  |
| 146 | Заречье               | деревня         | 0                                                                                          | Грязовецкий  |
| 147 | Засечное              | деревня         | 0                                                                                          | Грязовецкий  |
| 148 | Захарово              | деревня         | 12                                                                                         | Грязовецкий  |
| 149 | Звягино               | деревня         | 9                                                                                          | Грязовецкий  |
| 150 | Звягино               | деревня         | 0                                                                                          | Грязовецкий  |
| 151 | Звягловка             | деревня         | 0                                                                                          | Грязовецкий  |
| 152 | Зимняк                | деревня         | 79                                                                                         | Грязовецкий  |
| 153 | Ивняк                 | деревня         | 3                                                                                          | Грязовецкий  |
| 154 | Ивонино               | деревня         | 0                                                                                          | Грязовецкий  |
| 155 | Игумново              | деревня         | 0                                                                                          | Грязовецкий  |
| 156 | Ида                   | посёлок         | 473                                                                                        | Бабушкинский |
| 157 | Иевлево               | деревня         | 4                                                                                          | Грязовецкий  |
| 158 | Илейкино              | деревня         | 7                                                                                          | Грязовецкий  |
| 159 | Ильинское             | деревня         | 11                                                                                         | Грязовецкий  |
| 160 | Илюшкино              | деревня         | 0                                                                                          | Грязовецкий  |
| 161 | Исады                 | хутор           | 44                                                                                         | Грязовецкий  |
| 162 | Исаково               | деревня         | 5                                                                                          | Грязовецкий  |
| 163 | Истопный              | посёлок         | 71                                                                                         | Грязовецкий  |
| 164 | Калинкино             | деревня         | 0                                                                                          | Грязовецкий  |
| 165 | Каменка               | деревня         | 0                                                                                          | Грязовецкий  |
| 166 | Каменка               | посёлок         | 64                                                                                         | Грязовецкий  |
| 167 | Камешник              | деревня         | 69                                                                                         | Грязовецкий  |
| 168 | Канево                | деревня         | 4                                                                                          | Грязовецкий  |
| 169 | Каргино               | хутор           | 77                                                                                         | Грязовецкий  |
| 170 | Карица                | посёлок         | 273                                                                                        | Тотемский    |
| 171 | Карпиха               | деревня         | 0                                                                                          | Грязовецкий  |
| 172 | Кастиха               | деревня         | 0                                                                                          | Грязовецкий  |
| 173 | Качалово              | деревня         | 0                                                                                          | Грязовецкий  |
| 174 | Кашино                | деревня         | 10                                                                                         | Грязовецкий  |
| 175 | Кебас                 | деревня         | 0                                                                                          | Грязовецкий  |
| 176 | Кельино               | деревня         | 0                                                                                          | Грязовецкий  |
| 177 | Кирпичное             | посёлок         | 0                                                                                          | Грязовецкий  |
| 178 | Кирпичный Завод       | посёлок         | 6                                                                                          | Грязовецкий  |
| 179 | Киселево              | деревня         | 3                                                                                          | Грязовецкий  |
| 180 | Клеопино              | деревня         | 0                                                                                          | Грязовецкий  |
| 181 | Кликуново             | деревня         | 0                                                                                          | Грязовецкий  |
| 182 | Климково              | деревня         | 0                                                                                          | Грязовецкий  |
| 183 | Климово               | деревня         | 0                                                                                          | Грязовецкий  |
| 184 | Климово               | деревня         | 15                                                                                         | Грязовецкий  |
| 185 | Клобукино             | деревня         | 0                                                                                          | Грязовецкий  |
| 186 | Князево               | деревня         | 6                                                                                          | Грязовецкий  |
| 187 | Кобяково              | деревня         | 22                                                                                         | Грязовецкий  |
| 188 | Козлово               | деревня         | 0                                                                                          | Грязовецкий  |
| 189 | Козлово               | деревня         | 3                                                                                          | Грязовецкий  |
| 190 | Кокарево              | деревня         | 0                                                                                          | Грязовецкий  |
| 191 | Кокарево              | деревня         | 4                                                                                          | Грязовецкий  |
| 192 | Колотилиха            | деревня         | 14                                                                                         | Грязовецкий  |
| 193 | Комарово              | деревня         | 0                                                                                          | Грязовецкий  |
| 194 | Комарово              | деревня         | 0                                                                                          | Грязовецкий  |
| 195 | Константиново         | деревня         | 5                                                                                          | Грязовецкий  |
| 196 | Корбино               | деревня         | 0                                                                                          | Грязовецкий  |
| 197 | Корнильево            | местечко        | 59                                                                                         | Грязовецкий  |
| 198 | Корнильевская Слобода | деревня         | 6                                                                                          | Грязовецкий  |
| 199 | Коротыгино            | деревня         | 126                                                                                        | Грязовецкий  |
| 200 | Корючево              | деревня         | 6                                                                                          | Грязовецкий  |
| 201 | Косарово              | деревня         | 3                                                                                          | Грязовецкий  |
| 202 | Костино               | деревня         | 0                                                                                          | Грязовецкий  |
| 203 | Кошкино               | деревня         | 5                                                                                          | Грязовецкий  |
| 204 | Красное               | деревня         | 11                                                                                         | Грязовецкий  |
| 205 | Красноселье           | деревня         | 4                                                                                          | Грязовецкий  |
| 206 | Крестовка             | деревня         | 38                                                                                         | Грязовецкий  |
| 207 | Кречково              | деревня         | 0                                                                                          | Грязовецкий  |
| 208 | Криводино             | деревня         | 77                                                                                         | Грязовецкий  |
| 209 | Кроплево              | деревня         | 0                                                                                          | Грязовецкий  |
| 210 | Кругляк               | деревня         | 0                                                                                          | Грязовецкий  |
| 211 | Крутец                | деревня         | 16                                                                                         | Грязовецкий  |
| 212 | Куземкино             | деревня         | 0                                                                                          | Грязовецкий  |
| 213 | Кузнецово             | деревня         | 0                                                                                          | Грязовецкий  |
| 214 | Куксимово             | деревня         | 0                                                                                          | Грязовецкий  |
| 215 | Куприяново            | деревня         | 0                                                                                          | Грязовецкий  |
| 216 | Кураж                 | деревня         | 0                                                                                          | Грязовецкий  |
| 217 | Курапово              | деревня         | 9                                                                                          | Грязовецкий  |
| 218 | Курочкино             | деревня         | 4                                                                                          | Грязовецкий  |
| 219 | Лапино                | деревня         | 0                                                                                          | Грязовецкий  |
| 220 | Левино                | деревня         | 4                                                                                          | Грязовецкий  |
| 221 | Левино                | деревня         | 29                                                                                         | Грязовецкий  |
| 222 | Лежа                  | станция         | 269                                                                                        | Грязовецкий  |
| 223 | Липихино              | деревня         | 0                                                                                          | Грязовецкий  |
| 224 | Лихушино              | деревня         | 0                                                                                          | Грязовецкий  |
| 225 | Логиново              | деревня         | 5                                                                                          | Грязовецкий  |
| 226 | Ломок                 | деревня         | 4                                                                                          | Грязовецкий  |
| 227 | Лукино                | разъезд         | 0                                                                                          | Грязовецкий  |
| 228 | Лукино                | деревня         | 0                                                                                          | Грязовецкий  |
| 229 | Лукьяново             | деревня         | 9                                                                                          | Грязовецкий  |
| 230 | Лупочино              | деревня         | 0                                                                                          | Грязовецкий  |
| 231 | Лучинино              | посёлок         | 0                                                                                          | Грязовецкий  |
| 232 | Лябзунка              | деревня         | 0                                                                                          | Грязовецкий  |
| 233 | Майский               | посёлок         | 28                                                                                         | Грязовецкий  |
| 234 | Маклаково             | деревня         | 4                                                                                          | Грязовецкий  |
| 235 | Максимовица           | деревня         | 4                                                                                          | Грязовецкий  |
| 236 | Максимовка            | посёлок         | 10                                                                                         | Грязовецкий  |
| 237 | Максимово             | деревня         | 3                                                                                          | Грязовецкий  |
| 238 | Максимово             | деревня         | 0                                                                                          | Грязовецкий  |
| 239 | Малое Денисьево       | деревня         | 7                                                                                          | Грязовецкий  |
| 240 | Малое Займище         | деревня         | 0                                                                                          | Грязовецкий  |
| 241 | Малое Костино         | деревня         | 0                                                                                          | Грязовецкий  |
| 242 | Маркашово             | деревня         | 0                                                                                          | Грязовецкий  |
| 243 | Мартыново             | деревня         | 0                                                                                          | Грязовецкий  |
| 244 | Мартяково             | деревня         | 7                                                                                          | Грязовецкий  |
| 245 | Медведево             | деревня         | 9                                                                                          | Грязовецкий  |
| 246 | Медведево             | деревня         | 6                                                                                          | Грязовецкий  |
| 247 | Меленка               | деревня         | 0                                                                                          | Грязовецкий  |
| 248 | Меленка               | деревня         | 0                                                                                          | Грязовецкий  |
| 249 | Минькино              | село            | 543                                                                                        | Грязовецкий  |
| 250 | Михайлово             | деревня         | 3                                                                                          | Грязовецкий  |
| 251 | Михайлово             | деревня         | 0                                                                                          | Грязовецкий  |
| 252 | Михалево              | деревня         | 5                                                                                          | Грязовецкий  |
| 253 | Михалково             | деревня         | 4                                                                                          | Грязовецкий  |
| 254 | Мичурино              | деревня         | 0                                                                                          | Грязовецкий  |
| 255 | Мишутино              | деревня         | 9                                                                                          | Грязовецкий  |
| 256 | Мокеево               | деревня         | 0                                                                                          | Грязовецкий  |
| 257 | Мокрынино             | деревня         | 0                                                                                          | Грязовецкий  |
| 258 | Монза                 | посёлок         | 10                                                                                         | Грязовецкий  |
| 259 | Мошенниково           | деревня         | 0                                                                                          | Грязовецкий  |
| 260 | Муниково              | деревня         | 0                                                                                          | Грязовецкий  |
| 261 | Муравьево             | деревня         | 0                                                                                          | Грязовецкий  |
| 262 | Мухино                | деревня         | 13                                                                                         | Грязовецкий  |
| 263 | Мышкино               | деревня         | 0                                                                                          | Грязовецкий  |
| 264 | Мышкино               | деревня         | 0                                                                                          | Грязовецкий  |
| 265 | Мясниковка            | деревня         | 12                                                                                         | Грязовецкий  |
| 266 | Мясниково             | деревня         | 0                                                                                          | Грязовецкий  |
| 267 | Надорожный Липовик    | деревня         | 8                                                                                          | Грязовецкий  |
| 268 | Назарка               | хутор           | 0                                                                                          | Грязовецкий  |
| 269 | Неверово              | деревня         | 3                                                                                          | Грязовецкий  |
| 270 | Неверово              | село            | 0                                                                                          | Грязовецкий  |
| 271 | Неклюдово             | деревня         | 6                                                                                          | Грязовецкий  |
| 272 | Некрасово             | деревня         | 0                                                                                          | Грязовецкий  |
| 273 | Нефедово              | станция         | 38                                                                                         | Грязовецкий  |
| 274 | Нефедово              | деревня         | 0                                                                                          | Грязовецкий  |
| 275 | Нехотово              | деревня         | 0                                                                                          | Грязовецкий  |
| 276 | Нешарово              | деревня         | 0                                                                                          | Грязовецкий  |
| 277 | Нижняя Пустынь        | деревня         | 0                                                                                          | Грязовецкий  |
| 278 | Низовка               | деревня         | 16                                                                                         | Грязовецкий  |
| 279 | Никола-Пенье          | деревня         | 0                                                                                          | Грязовецкий  |
| 280 | Никольское            | деревня         | 4                                                                                          | Грязовецкий  |
| 281 | Никольское            | деревня         | 0                                                                                          | Грязовецкий  |
| 282 | Никулкино             | деревня         | 5                                                                                          | Грязовецкий  |
| 283 | Никульцево            | деревня         | 0                                                                                          | Грязовецкий  |
| 284 | Новгородово           | деревня         | 0                                                                                          | Грязовецкий  |
| 285 | Новое                 | деревня         | 0                                                                                          | Грязовецкий  |
| 286 | Новое-на-Комье        | деревня         | 0                                                                                          | Грязовецкий  |
| 287 | Новое-на-Лухте        | деревня         | 0                                                                                          | Грязовецкий  |
| 288 | Новосёлка             | деревня         | 0                                                                                          | Грязовецкий  |
| 289 | Новый Дор             | деревня         | 4                                                                                          | Грязовецкий  |
| 290 | Обериха               | деревня         | 0                                                                                          | Грязовецкий  |
| 291 | Обнорская Слобода     | деревня         | 9                                                                                          | Грязовецкий  |
| 292 | Образцово             | деревня         | 0                                                                                          | Грязовецкий  |
| 293 | Обухово               | деревня         | 0                                                                                          | Грязовецкий  |
| 294 | Овинища               | деревня         | 6                                                                                          | Грязовецкий  |
| 295 | Огарково              | деревня         | 0                                                                                          | Грязовецкий  |
| 296 | Огарково              | деревня         | 0                                                                                          | Грязовецкий  |
| 297 | Орлово                | деревня         | 31                                                                                         | Грязовецкий  |
| 298 | Орлово                | деревня         | 3                                                                                          | Грязовецкий  |
| 299 | Осиновица             | деревня         | 0                                                                                          | Грязовецкий  |
| 300 | Осомово               | деревня         | 0                                                                                          | Грязовецкий  |
| 301 | Останино              | деревня         | 0                                                                                          | Грязовецкий  |
| 302 | Отметниково           | деревня         | 0                                                                                          | Грязовецкий  |
| 303 | Охлюево               | деревня         | 5                                                                                          | Грязовецкий  |
| 304 | Павловское            | деревня         | 13                                                                                         | Грязовецкий  |
| 305 | Палкино               | деревня         | 200                                                                                        | Грязовецкий  |
| 306 | Пальцево              | деревня         | 0                                                                                          | Грязовецкий  |
| 307 | Панкратово            | деревня         | 28                                                                                         | Грязовецкий  |
| 308 | Паново                | деревня         | 28                                                                                         | Грязовецкий  |
| 309 | Панфилово             | деревня         | 255                                                                                        | Грязовецкий  |
| 310 | Паршино               | деревня         | 47                                                                                         | Грязовецкий  |
| 311 | Патракеево            | деревня         | 0                                                                                          | Грязовецкий  |
| 312 | Передково             | деревня         | 0                                                                                          | Грязовецкий  |
| 313 | Печенниково           | деревня         | 0                                                                                          | Грязовецкий  |
| 314 | Пешково               | деревня         | 0                                                                                          | Грязовецкий  |
| 315 | Пирогово              | деревня         | 180                                                                                        | Грязовецкий  |
| 316 | Питеримка             | деревня         | 7                                                                                          | Грязовецкий  |
| 317 | Пичкарево             | деревня         | 3                                                                                          | Грязовецкий  |
| 318 | Пищалино              | деревня         | 0                                                                                          | Грязовецкий  |
| 319 | Плоское               | посёлок         | 432                                                                                        | Грязовецкий  |
| 320 | Плющево               | деревня         | 10                                                                                         | Грязовецкий  |
| 321 | Погиблово             | деревня         | 4                                                                                          | Грязовецкий  |
| 322 | Погорелка             | деревня         | 0                                                                                          | Грязовецкий  |
| 323 | Погорелка             | деревня         | 5                                                                                          | Грязовецкий  |
| 324 | Подбережский          | разъезд         | 0                                                                                          | Грязовецкий  |
| 325 | Подкаменка            | посёлок         | 34                                                                                         | Грязовецкий  |
| 326 | Подольное             | деревня         | 0                                                                                          | Грязовецкий  |
| 327 | Подсосенье            | деревня         | 0                                                                                          | Грязовецкий  |
| 328 | Подсосенье            | деревня         | 0                                                                                          | Грязовецкий  |
| 329 | Покровское            | деревня         | 43                                                                                         | Грязовецкий  |
| 330 | Покровское            | деревня         | 14                                                                                         | Грязовецкий  |
| 331 | Полежайка             | деревня         | 0                                                                                          | Грязовецкий  |
| 332 | Половоз               | деревня         | 24                                                                                         | Грязовецкий  |
| 333 | Полтинино             | деревня         | 9                                                                                          | Грязовецкий  |
| 334 | Полухино              | деревня         | 0                                                                                          | Грязовецкий  |
| 335 | Полушкино             | деревня         | 7                                                                                          | Грязовецкий  |
| 336 | Полянка               | деревня         | 0                                                                                          | Грязовецкий  |
| 337 | Полянка               | деревня         | 0                                                                                          | Грязовецкий  |
| 338 | Поповка               | деревня         | 0                                                                                          | Грязовецкий  |
| 339 | Поповка               | деревня         | 3                                                                                          | Грязовецкий  |
| 340 | Поповка               | деревня         | 0                                                                                          | Грязовецкий  |
| 341 | Поповкино             | деревня         | 0                                                                                          | Грязовецкий  |
| 342 | Попово                | деревня         | 0                                                                                          | Грязовецкий  |
| 343 | Льнозавода            | посёлок         | 300                                                                                        | Грязовецкий  |
| 344 | Початково             | деревня         | 0                                                                                          | Грязовецкий  |
| 345 | Початково             | деревня         | 3                                                                                          | Грязовецкий  |
| 346 | Починок               | деревня         | 3                                                                                          | Грязовецкий  |
| 347 | Починок               | деревня         | 0                                                                                          | Грязовецкий  |
| 348 | Починок               | деревня         | 9                                                                                          | Грязовецкий  |
| 349 | Починок               | деревня         | 8                                                                                          | Грязовецкий  |
| 350 | Притыкино             | деревня         | 0                                                                                          | Грязовецкий  |
| 351 | Прокопьево            | деревня         | 4                                                                                          | Грязовецкий  |
| 352 | Прокунино             | деревня         | 8                                                                                          | Грязовецкий  |
| 353 | Пронино               | деревня         | 0                                                                                          | Грязовецкий  |
| 354 | Пузово                | деревня         | 3                                                                                          | Грязовецкий  |
| 355 | Путилово              | деревня         | 51                                                                                         | Грязовецкий  |
| 356 | Рагозино              | деревня         | 53                                                                                         | Грязовецкий  |
| 357 | Раково                | деревня         | 0                                                                                          | Грязовецкий  |
| 358 | Раменье               | деревня         | 10                                                                                         | Грязовецкий  |
| 359 | Рамешки               | деревня         | 0                                                                                          | Грязовецкий  |
| 360 | Ременниково           | деревня         | 0                                                                                          | Грязовецкий  |
| 361 | Ржища                 | деревня         | 7                                                                                          | Грязовецкий  |
| 362 | Родионово             | деревня         | 8                                                                                          | Грязовецкий  |
| 363 | Родниково             | деревня         | 0                                                                                          | Грязовецкий  |
| 364 | Рождество             | деревня         | 0                                                                                          | Грязовецкий  |
| 365 | Ростилово             | деревня         | 514                                                                                        | Грязовецкий  |
| 366 | Рудино                | деревня         | 0                                                                                          | Грязовецкий  |
| 367 | Рылово                | деревня         | 0                                                                                          | Грязовецкий  |
| 368 | Рябиновка             | деревня         | 0                                                                                          | Грязовецкий  |
| 369 | Савкино               | деревня         | 16                                                                                         | Грязовецкий  |
| 370 | Санниково             | деревня         | 6                                                                                          | Грязовецкий  |
| 371 | Свининино             | деревня         | 0                                                                                          | Грязовецкий  |
| 372 | Свинино               | деревня         | 3                                                                                          | Грязовецкий  |
| 373 | Свистуново            | деревня         | 29                                                                                         | Грязовецкий  |
| 374 | Семейкино             | деревня         | 0                                                                                          | Грязовецкий  |
| 375 | Семенково             | деревня         | 0                                                                                          | Грязовецкий  |
| 376 | Семенково             | деревня         | 0                                                                                          | Грязовецкий  |
| 377 | Семеновское           | деревня         | 0                                                                                          | Грязовецкий  |
| 378 | Семенцево             | деревня         | 13                                                                                         | Грязовецкий  |
| 379 | Семернино             | деревня         | 0                                                                                          | Грязовецкий  |
| 380 | Сеньга                | село            | 68                                                                                         | Грязовецкий  |
| 381 | Сережино              | деревня         | 3                                                                                          | Грязовецкий  |
| 382 | Сидорово              | селоя           | 537                                                                                        | Грязовецкий  |
| 383 | Сидоровское           | деревня         | 120                                                                                        | Грязовецкий  |
| 384 | Силифоново            | деревня         | 4                                                                                          | Грязовецкий  |
| 385 | Ситниково             | деревня         | 5                                                                                          | Грязовецкий  |
| 386 | Скалино               | деревня         | 10                                                                                         | Грязовецкий  |
| 387 | Скалино               | станция         | #Н/Д                                                                                       | Грязовецкий  |
| 388 | Скоморохово           | деревня         | 0                                                                                          | Грязовецкий  |
| 389 | Скоморохово           | разъезд         | 0                                                                                          | Грязовецкий  |
| 390 | Скородумка            | деревня         | 12                                                                                         | Грязовецкий  |
| 391 | Скородумка            | деревня         | 492                                                                                        | Грязовецкий  |
| 392 | Скураково             | деревня         | 0                                                                                          | Грязовецкий  |
| 393 | Слобода               | деревня         | 1159                                                                                       | Грязовецкий  |
| 394 | Слобода               | деревня         | 64                                                                                         | Грязовецкий  |
| 395 | Слободища             | деревня         | 11                                                                                         | Грязовецкий  |
| 396 | Слудки                | деревня         | 0                                                                                          | Грязовецкий  |
| 397 | Соколово              | деревня         | Получено слишком много сущностей из Викиданные. Количество загруженных сущностей: 400/400. | Грязовецкий  |
| 398 | Сопелкино             | деревня         | Получено слишком много сущностей из Викиданные. Количество загруженных сущностей: 400/400. | Грязовецкий  |
| 399 | Спас-Нурма            | деревня         | Получено слишком много сущностей из Викиданные. Количество загруженных сущностей: 400/400. | Грязовецкий  |
| 400 | Спасское              | деревня         | Получено слишком много сущностей из Викиданные. Количество загруженных сущностей: 400/400. | Грязовецкий  |
| 401 | Стан                  | деревня         | Получено слишком много сущностей из Викиданные. Количество загруженных сущностей: 400/400. | Грязовецкий  |
| 402 | Становищево           | деревня         | Получено слишком много сущностей из Викиданные. Количество загруженных сущностей: 400/400. | Грязовецкий  |
| 403 | Становое              | деревня         | Получено слишком много сущностей из Викиданные. Количество загруженных сущностей: 400/400. | Грязовецкий  |
| 404 | Становое              | деревня         | Получено слишком много сущностей из Викиданные. Количество загруженных сущностей: 400/400. | Грязовецкий  |
| 405 | Становое              | разъезд         | Получено слишком много сущностей из Викиданные. Количество загруженных сущностей: 400/400. | Грязовецкий  |
| 406 | Старово               | деревня         | Получено слишком много сущностей из Викиданные. Количество загруженных сущностей: 400/400. | Грязовецкий  |
| 407 | Старово               | деревня         | Получено слишком много сущностей из Викиданные. Количество загруженных сущностей: 400/400. | Грязовецкий  |
| 408 | Старое                | деревня         | Получено слишком много сущностей из Викиданные. Количество загруженных сущностей: 400/400. | Грязовецкий  |
| 409 | Старый Дор            | деревня         | Получено слишком много сущностей из Викиданные. Количество загруженных сущностей: 400/400. | Грязовецкий  |
| 410 | Стеблево              | деревня         | Получено слишком много сущностей из Викиданные. Количество загруженных сущностей: 400/400. | Грязовецкий  |
| 411 | Стеблево              | станция         | Получено слишком много сущностей из Викиданные. Количество загруженных сущностей: 400/400. | Грязовецкий  |
| 412 | Стеклянка             | посёлок         | Получено слишком много сущностей из Викиданные. Количество загруженных сущностей: 400/400. | Грязовецкий  |
| 413 | Степаново             | деревня         | Получено слишком много сущностей из Викиданные. Количество загруженных сущностей: 400/400. | Грязовецкий  |
| 414 | Степково              | деревня         | Получено слишком много сущностей из Викиданные. Количество загруженных сущностей: 400/400. | Грязовецкий  |
| 415 | Степурино             | деревня         | Получено слишком много сущностей из Викиданные. Количество загруженных сущностей: 400/400. | Грязовецкий  |
| 416 | Сторонний Крутец      | деревня         | Получено слишком много сущностей из Викиданные. Количество загруженных сущностей: 400/400. | Грязовецкий  |
| 417 | Строево               | деревня         | Получено слишком много сущностей из Викиданные. Количество загруженных сущностей: 400/400. | Грязовецкий  |
| 418 | Студенец              | деревня         | Получено слишком много сущностей из Викиданные. Количество загруженных сущностей: 400/400. | Грязовецкий  |
| 419 | Суворково             | деревня         | Получено слишком много сущностей из Викиданные. Количество загруженных сущностей: 400/400. | Грязовецкий  |
| 420 | Суворово              | деревня         | Получено слишком много сущностей из Викиданные. Количество загруженных сущностей: 400/400. | Грязовецкий  |
| 421 | Сычево                | деревня         | Получено слишком много сущностей из Викиданные. Количество загруженных сущностей: 400/400. | Грязовецкий  |
| 422 | Талица                | деревня         | Получено слишком много сущностей из Викиданные. Количество загруженных сущностей: 400/400. | Грязовецкий  |
| 423 | Талица                | деревня         | Получено слишком много сущностей из Викиданные. Количество загруженных сущностей: 400/400. | Грязовецкий  |
| 424 | Тарасово              | деревня         | Получено слишком много сущностей из Викиданные. Количество загруженных сущностей: 400/400. | Грязовецкий  |
| 425 | Таршино               | деревня         | Получено слишком много сущностей из Викиданные. Количество загруженных сущностей: 400/400. | Грязовецкий  |
| 426 | Телебино              | деревня         | Получено слишком много сущностей из Викиданные. Количество загруженных сущностей: 400/400. | Грязовецкий  |
| 427 | Темниково             | деревня         | Получено слишком много сущностей из Викиданные. Количество загруженных сущностей: 400/400. | Грязовецкий  |
| 428 | Тимонино              | деревня         | Получено слишком много сущностей из Викиданные. Количество загруженных сущностей: 400/400. | Грязовецкий  |
| 429 | Тимонино              | деревня         | Получено слишком много сущностей из Викиданные. Количество загруженных сущностей: 400/400. | Грязовецкий  |
| 430 | Тимошкино             | деревня         | Получено слишком много сущностей из Викиданные. Количество загруженных сущностей: 400/400. | Грязовецкий  |
| 431 | Третниково            | деревня         | Получено слишком много сущностей из Викиданные. Количество загруженных сущностей: 400/400. | Грязовецкий  |
| 432 | Троицкое              | деревня         | Получено слишком много сущностей из Викиданные. Количество загруженных сущностей: 400/400. | Грязовецкий  |
| 433 | Турыгино              | деревня         | Получено слишком много сущностей из Викиданные. Количество загруженных сущностей: 400/400. | Грязовецкий  |
| 434 | Туфаново              | деревня         | Получено слишком много сущностей из Викиданные. Количество загруженных сущностей: 400/400. | Грязовецкий  |
| 435 | Туфаново              | станция         | Получено слишком много сущностей из Викиданные. Количество загруженных сущностей: 400/400. | Грязовецкий  |
| 436 | Угленцево             | деревня         | Получено слишком много сущностей из Викиданные. Количество загруженных сущностей: 400/400. | Грязовецкий  |
| 437 | Ульяновка             | деревня         | Получено слишком много сущностей из Викиданные. Количество загруженных сущностей: 400/400. | Грязовецкий  |
| 438 | Федорково             | деревня         | Получено слишком много сущностей из Викиданные. Количество загруженных сущностей: 400/400. | Грязовецкий  |
| 439 | Федяйкино             | деревня         | Получено слишком много сущностей из Викиданные. Количество загруженных сущностей: 400/400. | Грязовецкий  |
| 440 | Фетинино              | деревня         | Получено слишком много сущностей из Викиданные. Количество загруженных сущностей: 400/400. | Грязовецкий  |
| 441 | Филиппово             | деревня         | Получено слишком много сущностей из Викиданные. Количество загруженных сущностей: 400/400. | Грязовецкий  |
| 442 | Фомское               | деревня         | Получено слишком много сущностей из Викиданные. Количество загруженных сущностей: 400/400. | Грязовецкий  |
| 443 | Фрол                  | деревня         | Получено слишком много сущностей из Викиданные. Количество загруженных сущностей: 400/400. | Грязовецкий  |
| 444 | Хаймино               | деревня         | Получено слишком много сущностей из Викиданные. Количество загруженных сущностей: 400/400. | Грязовецкий  |
| 445 | Хвастово              | деревня         | Получено слишком много сущностей из Викиданные. Количество загруженных сущностей: 400/400. | Грязовецкий  |
| 446 | Хлебниково            | деревня         | Получено слишком много сущностей из Викиданные. Количество загруженных сущностей: 400/400. | Грязовецкий  |
| 447 | Хлызино               | деревня         | Получено слишком много сущностей из Викиданные. Количество загруженных сущностей: 400/400. | Грязовецкий  |
| 448 | Хорошево              | деревня         | Получено слишком много сущностей из Викиданные. Количество загруженных сущностей: 400/400. | Грязовецкий  |
| 449 | Худынино              | деревня         | Получено слишком много сущностей из Викиданные. Количество загруженных сущностей: 400/400. | Грязовецкий  |
| 450 | Целенниково           | деревня         | Получено слишком много сущностей из Викиданные. Количество загруженных сущностей: 400/400. | Грязовецкий  |
| 451 | Цепелка               | деревня         | Получено слишком много сущностей из Викиданные. Количество загруженных сущностей: 400/400. | Грязовецкий  |
| 452 | Чагрино               | деревня         | Получено слишком много сущностей из Викиданные. Количество загруженных сущностей: 400/400. | Грязовецкий  |
| 453 | Чахлово               | деревня         | Получено слишком много сущностей из Викиданные. Количество загруженных сущностей: 400/400. | Грязовецкий  |
| 454 | Чернава               | деревня         | Получено слишком много сущностей из Викиданные. Количество загруженных сущностей: 400/400. | Грязовецкий  |
| 455 | Чернецкое             | село            | Получено слишком много сущностей из Викиданные. Количество загруженных сущностей: 400/400. | Грязовецкий  |
| 456 | Черницыно             | деревня         | Получено слишком много сущностей из Викиданные. Количество загруженных сущностей: 400/400. | Грязовецкий  |
| 457 | Черновка              | деревня         | Получено слишком много сущностей из Викиданные. Количество загруженных сущностей: 400/400. | Грязовецкий  |
| 458 | Черногубово           | деревня         | Получено слишком много сущностей из Викиданные. Количество загруженных сущностей: 400/400. | Грязовецкий  |
| 459 | Черняево              | деревня         | Получено слишком много сущностей из Викиданные. Количество загруженных сущностей: 400/400. | Грязовецкий  |
| 460 | Чистая                | деревня         | Получено слишком много сущностей из Викиданные. Количество загруженных сущностей: 400/400. | Грязовецкий  |
| 461 | Чистопьяново          | деревня         | Получено слишком много сущностей из Викиданные. Количество загруженных сущностей: 400/400. | Грязовецкий  |
| 462 | Чуваксино             | деревня         | #Н/Д                                                                                       | Грязовецкий  |
| 463 | Чупрово               | деревня         | Получено слишком много сущностей из Викиданные. Количество загруженных сущностей: 400/400. | Грязовецкий  |
| 464 | Чухарица              | деревня         | Получено слишком много сущностей из Викиданные. Количество загруженных сущностей: 400/400. | Грязовецкий  |
| 465 | Шабаново              | деревня         | Получено слишком много сущностей из Викиданные. Количество загруженных сущностей: 400/400. | Грязовецкий  |
| 466 | Шалданово             | деревня         | Получено слишком много сущностей из Викиданные. Количество загруженных сущностей: 400/400. | Грязовецкий  |
| 467 | Шевяково              | деревня         | Получено слишком много сущностей из Викиданные. Количество загруженных сущностей: 400/400. | Грязовецкий  |
| 468 | Шемейкино             | деревня         | Получено слишком много сущностей из Викиданные. Количество загруженных сущностей: 400/400. | Грязовецкий  |
| 469 | Шепяково              | деревня         | Получено слишком много сущностей из Викиданные. Количество загруженных сущностей: 400/400. | Грязовецкий  |
| 470 | Шилово                | деревня         | Получено слишком много сущностей из Викиданные. Количество загруженных сущностей: 400/400. | Грязовецкий  |
| 471 | Шильмяшево            | деревня         | Получено слишком много сущностей из Викиданные. Количество загруженных сущностей: 400/400. | Грязовецкий  |
| 472 | Шипино                | деревня         | Получено слишком много сущностей из Викиданные. Количество загруженных сущностей: 400/400. | Грязовецкий  |
| 473 | Шираково              | деревня         | Получено слишком много сущностей из Викиданные. Количество загруженных сущностей: 400/400. | Грязовецкий  |
| 474 | Шнякино               | деревня         | Получено слишком много сущностей из Викиданные. Количество загруженных сущностей: 400/400. | Грязовецкий  |
| 475 | Шумлево               | деревня         | Получено слишком много сущностей из Викиданные. Количество загруженных сущностей: 400/400. | Грязовецкий  |
| 476 | Шушуково              | деревня         | Получено слишком много сущностей из Викиданные. Количество загруженных сущностей: 400/400. | Грязовецкий  |
| 477 | Щекутьево             | деревня         | Получено слишком много сущностей из Викиданные. Количество загруженных сущностей: 400/400. | Грязовецкий  |
| 478 | Щекутьево             | деревня         | Получено слишком много сущностей из Викиданные. Количество загруженных сущностей: 400/400. | Грязовецкий  |
| 479 | Юдино                 | деревня         | Получено слишком много сущностей из Викиданные. Количество загруженных сущностей: 400/400. | Грязовецкий  |
| 480 | Юношеское             | село            | Получено слишком много сущностей из Викиданные. Количество загруженных сущностей: 400/400. | Грязовецкий  |
| 481 | Юрово                 | деревня         | Получено слишком много сущностей из Викиданные. Количество загруженных сущностей: 400/400. | Грязовецкий  |
| 482 | Яковлевка             | деревня         | Получено слишком много сущностей из Викиданные. Количество загруженных сущностей: 400/400. | Грязовецкий  |
| 483 | Яфаново               | деревня         | Получено слишком много сущностей из Викиданные. Количество загруженных сущностей: 400/400. | Грязовецкий  |
| 484 | 18 км                 | посёлок         | Получено слишком много сущностей из Викиданные. Количество загруженных сущностей: 400/400. | Грязовецкий  |

### Кадуйский
| №   | Населённый пункт   | Тип             | Население                                                                                  |
| --- | ------------------ | --------------- | ------------------------------------------------------------------------------------------ |
| 1   | Абаканово          | деревня         | Получено слишком много сущностей из Викиданные. Количество загруженных сущностей: 400/400. |
| 2   | Аксентьевская      | деревня         | Получено слишком много сущностей из Викиданные. Количество загруженных сущностей: 400/400. |
| 3   | Алеканово          | деревня         | Получено слишком много сущностей из Викиданные. Количество загруженных сущностей: 400/400. |
| 4   | Аленкино           | деревня         | Получено слишком много сущностей из Викиданные. Количество загруженных сущностей: 400/400. |
| 5   | Алявино            | деревня         | Получено слишком много сущностей из Викиданные. Количество загруженных сущностей: 400/400. |
| 6   | Андроново          | деревня         | Получено слишком много сущностей из Викиданные. Количество загруженных сущностей: 400/400. |
| 7   | Анненская          | деревня         | Получено слишком много сущностей из Викиданные. Количество загруженных сущностей: 400/400. |
| 8   | Барановская        | деревня         | Получено слишком много сущностей из Викиданные. Количество загруженных сущностей: 400/400. |
| 9   | Бережок            | деревня         | Получено слишком много сущностей из Викиданные. Количество загруженных сущностей: 400/400. |
| 10  | Бильково           | деревня         | Получено слишком много сущностей из Викиданные. Количество загруженных сущностей: 400/400. |
| 11  | Бойлово            | деревня         | Получено слишком много сущностей из Викиданные. Количество загруженных сущностей: 400/400. |
| 12  | Большая Горка      | деревня         | Получено слишком много сущностей из Викиданные. Количество загруженных сущностей: 400/400. |
| 13  | Большая Рукавицкая | деревня         | Получено слишком много сущностей из Викиданные. Количество загруженных сущностей: 400/400. |
| 14  | Большой Смердяч    | деревня         | Получено слишком много сущностей из Викиданные. Количество загруженных сущностей: 400/400. |
| 15  | Бор                | деревня         | Получено слишком много сущностей из Викиданные. Количество загруженных сущностей: 400/400. |
| 16  | Борисово           | деревня         | Получено слишком много сущностей из Викиданные. Количество загруженных сущностей: 400/400. |
| 17  | Брюхово            | деревня         | Получено слишком много сущностей из Викиданные. Количество загруженных сущностей: 400/400. |
| 18  | Будиморово         | деревня         | Получено слишком много сущностей из Викиданные. Количество загруженных сущностей: 400/400. |
| 19  | Бузыкино           | деревня         | Получено слишком много сущностей из Викиданные. Количество загруженных сущностей: 400/400. |
| 20  | Васильевская       | деревня         | Получено слишком много сущностей из Викиданные. Количество загруженных сущностей: 400/400. |
| 21  | Вахонин Починок    | деревня         | Получено слишком много сущностей из Викиданные. Количество загруженных сущностей: 400/400. |
| 22  | Вахонькино         | деревня         | Получено слишком много сущностей из Викиданные. Количество загруженных сущностей: 400/400. |
| 23  | Великий Двор       | деревня         | Получено слишком много сущностей из Викиданные. Количество загруженных сущностей: 400/400. |
| 24  | Великое            | село            | Получено слишком много сущностей из Викиданные. Количество загруженных сущностей: 400/400. |
| 25  | Вертягино          | деревня         | Получено слишком много сущностей из Викиданные. Количество загруженных сущностей: 400/400. |
| 26  | Верхний Двор       | деревня         | Получено слишком много сущностей из Викиданные. Количество загруженных сущностей: 400/400. |
| 27  | Верховье           | деревня         | Получено слишком много сущностей из Викиданные. Количество загруженных сущностей: 400/400. |
| 28  | Вершина            | деревня         | Получено слишком много сущностей из Викиданные. Количество загруженных сущностей: 400/400. |
| 29  | Волоцкая           | деревня         | Получено слишком много сущностей из Викиданные. Количество загруженных сущностей: 400/400. |
| 30  | Ворон              | деревня         | Получено слишком много сущностей из Викиданные. Количество загруженных сущностей: 400/400. |
| 31  | Глухое             | деревня         | Получено слишком много сущностей из Викиданные. Количество загруженных сущностей: 400/400. |
| 32  | Горка              | деревня         | Получено слишком много сущностей из Викиданные. Количество загруженных сущностей: 400/400. |
| 33  | Горка              | деревня         | Получено слишком много сущностей из Викиданные. Количество загруженных сущностей: 400/400. |
| 34  | Григорово          | деревня         | Получено слишком много сущностей из Викиданные. Количество загруженных сущностей: 400/400. |
| 35  | Грищ               | деревня         | Получено слишком много сущностей из Викиданные. Количество загруженных сущностей: 400/400. |
| 36  | Данилково          | деревня         | Получено слишком много сущностей из Викиданные. Количество загруженных сущностей: 400/400. |
| 37  | Дедовец            | деревня         | Получено слишком много сущностей из Викиданные. Количество загруженных сущностей: 400/400. |
| 38  | Демидово           | деревня         |                                                                                            |
| 39  | Дёмшино            | деревня         | Получено слишком много сущностей из Викиданные. Количество загруженных сущностей: 400/400. |
| 40  | Дильские           | деревня         | Получено слишком много сущностей из Викиданные. Количество загруженных сущностей: 400/400. |
| 41  | Дубровное          | деревня         | Получено слишком много сущностей из Викиданные. Количество загруженных сущностей: 400/400. |
| 42  | Еремеево           | деревня         | Получено слишком много сущностей из Викиданные. Количество загруженных сущностей: 400/400. |
| 43  | Жиделево           | деревня         | Получено слишком много сущностей из Викиданные. Количество загруженных сущностей: 400/400. |
| 44  | Жорновец           | деревня         | Получено слишком много сущностей из Викиданные. Количество загруженных сущностей: 400/400. |
| 45  | Жуков Починок      | деревня         | Получено слишком много сущностей из Викиданные. Количество загруженных сущностей: 400/400. |
| 46  | Завод              | деревня         | Получено слишком много сущностей из Викиданные. Количество загруженных сущностей: 400/400. |
| 47  | Задняя Ступолохта  | деревня         | Получено слишком много сущностей из Викиданные. Количество загруженных сущностей: 400/400. |
| 48  | Заказарье          | деревня         | Получено слишком много сущностей из Викиданные. Количество загруженных сущностей: 400/400. |
| 49  | Занино             | деревня         | Получено слишком много сущностей из Викиданные. Количество загруженных сущностей: 400/400. |
| 50  | Заозерье           | деревня         | Получено слишком много сущностей из Викиданные. Количество загруженных сущностей: 400/400. |
| 51  | Заручевье          | деревня         | Получено слишком много сущностей из Викиданные. Количество загруженных сущностей: 400/400. |
| 52  | Заэрап             | деревня         | Получено слишком много сущностей из Викиданные. Количество загруженных сущностей: 400/400. |
| 53  | Заяцкое            | посёлок         | Получено слишком много сущностей из Викиданные. Количество загруженных сущностей: 400/400. |
| 54  | Зелёный Берег      | посёлок         | Получено слишком много сущностей из Викиданные. Количество загруженных сущностей: 400/400. |
| 55  | Зыково             | деревня         | Получено слишком много сущностей из Викиданные. Количество загруженных сущностей: 400/400. |
| 56  | Иваново            | деревня         | Получено слишком много сущностей из Викиданные. Количество загруженных сущностей: 400/400. |
| 57  | Ивановское         | деревня         | Получено слишком много сущностей из Викиданные. Количество загруженных сущностей: 400/400. |
| 58  | Ивачево            | деревня         | Получено слишком много сущностей из Викиданные. Количество загруженных сущностей: 400/400. |
| 59  | Изорково           | деревня         | Получено слишком много сущностей из Викиданные. Количество загруженных сущностей: 400/400. |
| 60  | Илемное            | деревня         | Получено слишком много сущностей из Викиданные. Количество загруженных сущностей: 400/400. |
| 61  | Ишкобой            | деревня         | Получено слишком много сущностей из Викиданные. Количество загруженных сущностей: 400/400. |
| 62  | Кадуй              | деревня         | Получено слишком много сущностей из Викиданные. Количество загруженных сущностей: 400/400. |
| 63  | Кадуй              | рабочий посёлок | Получено слишком много сущностей из Викиданные. Количество загруженных сущностей: 400/400. |
| 64  | Калинино           | деревня         | Получено слишком много сущностей из Викиданные. Количество загруженных сущностей: 400/400. |
| 65  | Калинниково        | деревня         | Получено слишком много сущностей из Викиданные. Количество загруженных сущностей: 400/400. |
| 66  | Кананьевская       | деревня         | Получено слишком много сущностей из Викиданные. Количество загруженных сущностей: 400/400. |
| 67  | Капчино            | деревня         | Получено слишком много сущностей из Викиданные. Количество загруженных сущностей: 400/400. |
| 68  | Ковалёво           | деревня         | Получено слишком много сущностей из Викиданные. Количество загруженных сущностей: 400/400. |
| 69  | Комариха           | ж.д. станция    | Получено слишком много сущностей из Викиданные. Количество загруженных сущностей: 400/400. |
| 70  | Копосово           | деревня         | Получено слишком много сущностей из Викиданные. Количество загруженных сущностей: 400/400. |
| 71  | Коптелово          | деревня         | Получено слишком много сущностей из Викиданные. Количество загруженных сущностей: 400/400. |
| 72  | Корнинская         | деревня         | Получено слишком много сущностей из Викиданные. Количество загруженных сущностей: 400/400. |
| 73  | Коротневая         | деревня         | Получено слишком много сущностей из Викиданные. Количество загруженных сущностей: 400/400. |
| 74  | Красная Заря       | посёлок         | Получено слишком много сущностей из Викиданные. Количество загруженных сущностей: 400/400. |
| 75  | Красное            | деревня         | Получено слишком много сущностей из Викиданные. Количество загруженных сущностей: 400/400. |
| 76  | Красное            | деревня         | Получено слишком много сущностей из Викиданные. Количество загруженных сущностей: 400/400. |
| 77  | Крестовая          | деревня         | Получено слишком много сущностей из Викиданные. Количество загруженных сущностей: 400/400. |
| 78  | Круглое            | деревня         | Получено слишком много сущностей из Викиданные. Количество загруженных сущностей: 400/400. |
| 79  | Крыльцово          | деревня         | Получено слишком много сущностей из Викиданные. Количество загруженных сущностей: 400/400. |
| 80  | Крюково            | деревня         | Получено слишком много сущностей из Викиданные. Количество загруженных сущностей: 400/400. |
| 81  | Крюково            | деревня         | Получено слишком много сущностей из Викиданные. Количество загруженных сущностей: 400/400. |
| 82  | Кузьминка          | деревня         | Получено слишком много сущностей из Викиданные. Количество загруженных сущностей: 400/400. |
| 83  | Куликово           | деревня         | Получено слишком много сущностей из Викиданные. Количество загруженных сущностей: 400/400. |
| 84  | Кумсара            | деревня         | Получено слишком много сущностей из Викиданные. Количество загруженных сущностей: 400/400. |
| 85  | Куракино           | деревня         | Получено слишком много сущностей из Викиданные. Количество загруженных сущностей: 400/400. |
| 86  | Ларионовская       | деревня         | Получено слишком много сущностей из Викиданные. Количество загруженных сущностей: 400/400. |
| 87  | Лебенец            | деревня         | Получено слишком много сущностей из Викиданные. Количество загруженных сущностей: 400/400. |
| 88  | Лепилово           | деревня         | Получено слишком много сущностей из Викиданные. Количество загруженных сущностей: 400/400. |
| 89  | Лог                | деревня         | Получено слишком много сущностей из Викиданные. Количество загруженных сущностей: 400/400. |
| 90  | Лукьяново          | деревня         | Получено слишком много сущностей из Викиданные. Количество загруженных сущностей: 400/400. |
| 91  | Лунино             | деревня         | Получено слишком много сущностей из Викиданные. Количество загруженных сущностей: 400/400. |
| 92  | Лыковская          | деревня         | Получено слишком много сущностей из Викиданные. Количество загруженных сущностей: 400/400. |
| 93  | Маза               | деревня         | Получено слишком много сущностей из Викиданные. Количество загруженных сущностей: 400/400. |
| 94  | Максинская         | деревня         | Получено слишком много сущностей из Викиданные. Количество загруженных сущностей: 400/400. |
| 95  | Малафеево          | деревня         | Получено слишком много сущностей из Викиданные. Количество загруженных сущностей: 400/400. |
| 96  | Малая Горка        | деревня         | Получено слишком много сущностей из Викиданные. Количество загруженных сущностей: 400/400. |
| 97  | Малая Рукавицкая   | деревня         | Получено слишком много сущностей из Викиданные. Количество загруженных сущностей: 400/400. |
| 98  | Малая Ступолохта   | деревня         | Получено слишком много сущностей из Викиданные. Количество загруженных сущностей: 400/400. |
| 99  | Малый Смердяч      | деревня         | Получено слишком много сущностей из Викиданные. Количество загруженных сущностей: 400/400. |
| 100 | Малышево           | деревня         | Получено слишком много сущностей из Викиданные. Количество загруженных сущностей: 400/400. |
| 101 | Марковская         | деревня         | Получено слишком много сущностей из Викиданные. Количество загруженных сущностей: 400/400. |
| 102 | Марлыково          | деревня         | Получено слишком много сущностей из Викиданные. Количество загруженных сущностей: 400/400. |
| 103 | Мартюхино          | деревня         | Получено слишком много сущностей из Викиданные. Количество загруженных сущностей: 400/400. |
| 104 | Марыгино           | деревня         | Получено слишком много сущностей из Викиданные. Количество загруженных сущностей: 400/400. |
| 105 | Мелентьево         | деревня         | Получено слишком много сущностей из Викиданные. Количество загруженных сущностей: 400/400. |
| 106 | Мелехино           | деревня         | Получено слишком много сущностей из Викиданные. Количество загруженных сущностей: 400/400. |
| 107 | Митенская          | деревня         | Получено слишком много сущностей из Викиданные. Количество загруженных сущностей: 400/400. |
| 108 | Михайловская       | деревня         | Получено слишком много сущностей из Викиданные. Количество загруженных сущностей: 400/400. |
| 109 | Михалево           | деревня         | Получено слишком много сущностей из Викиданные. Количество загруженных сущностей: 400/400. |
| 110 | Мокашево           | деревня         | Получено слишком много сущностей из Викиданные. Количество загруженных сущностей: 400/400. |
| 111 | Мошницкое          | деревня         | Получено слишком много сущностей из Викиданные. Количество загруженных сущностей: 400/400. |
| 112 | Мыза               | деревня         | Получено слишком много сущностей из Викиданные. Количество загруженных сущностей: 400/400. |
| 113 | Нижние             | деревня         | Получено слишком много сущностей из Викиданные. Количество загруженных сущностей: 400/400. |
| 114 | Нижние             | посёлок         | Получено слишком много сущностей из Викиданные. Количество загруженных сущностей: 400/400. |
| 115 | Нижний Починок     | деревня         | Получено слишком много сущностей из Викиданные. Количество загруженных сущностей: 400/400. |
| 116 | Низ                | деревня         | Получено слишком много сущностей из Викиданные. Количество загруженных сущностей: 400/400. |
| 117 | Никольское         | село            | Получено слишком много сущностей из Викиданные. Количество загруженных сущностей: 400/400. |
| 118 | Никоновская        | деревня         | Получено слишком много сущностей из Викиданные. Количество загруженных сущностей: 400/400. |
| 119 | Новинка            | деревня         | Получено слишком много сущностей из Викиданные. Количество загруженных сущностей: 400/400. |
| 120 | Новое              | деревня         | Получено слишком много сущностей из Викиданные. Количество загруженных сущностей: 400/400. |
| 121 | Осека              | деревня         | Получено слишком много сущностей из Викиданные. Количество загруженных сущностей: 400/400. |
| 122 | Пакино             | деревня         | Получено слишком много сущностей из Викиданные. Количество загруженных сущностей: 400/400. |
| 123 | Панюково           | деревня         | Получено слишком много сущностей из Викиданные. Количество загруженных сущностей: 400/400. |
| 124 | Пелемень           | деревня         | Получено слишком много сущностей из Викиданные. Количество загруженных сущностей: 400/400. |
| 125 | Пименово           | деревня         | Получено слишком много сущностей из Викиданные. Количество загруженных сущностей: 400/400. |
| 126 | Плоское            | деревня         | Получено слишком много сущностей из Викиданные. Количество загруженных сущностей: 400/400. |
| 127 | Подзмеёвка         | деревня         | Получено слишком много сущностей из Викиданные. Количество загруженных сущностей: 400/400. |
| 128 | Подосинник         | деревня         | Получено слишком много сущностей из Викиданные. Количество загруженных сущностей: 400/400. |
| 129 | Порог              | деревня         | Получено слишком много сущностей из Викиданные. Количество загруженных сущностей: 400/400. |
| 130 | Пособково          | деревня         | Получено слишком много сущностей из Викиданные. Количество загруженных сущностей: 400/400. |
| 131 | Постниково         | деревня         | Получено слишком много сущностей из Викиданные. Количество загруженных сущностей: 400/400. |
| 132 | Починок            | деревня         | Получено слишком много сущностей из Викиданные. Количество загруженных сущностей: 400/400. |
| 133 | Преображенская     | деревня         | Получено слишком много сущностей из Викиданные. Количество загруженных сущностей: 400/400. |
| 134 | Пречистое          | деревня         | Получено слишком много сущностей из Викиданные. Количество загруженных сущностей: 400/400. |
| 135 | Прягаево           | деревня         | Получено слишком много сущностей из Викиданные. Количество загруженных сущностей: 400/400. |
| 136 | Прямиково          | деревня         | Получено слишком много сущностей из Викиданные. Количество загруженных сущностей: 400/400. |
| 137 | Пугино             | деревня         | Получено слишком много сущностей из Викиданные. Количество загруженных сущностей: 400/400. |
| 138 | Рыканец            | деревня         | Получено слишком много сущностей из Викиданные. Количество загруженных сущностей: 400/400. |
| 139 | Савельевская       | деревня         | Получено слишком много сущностей из Викиданные. Количество загруженных сущностей: 400/400. |
| 140 | Сафоново           | деревня         | Получено слишком много сущностей из Викиданные. Количество загруженных сущностей: 400/400. |
| 141 | Сёбра              | деревня         | Получено слишком много сущностей из Викиданные. Количество загруженных сущностей: 400/400. |
| 142 | Селище             | деревня         | Получено слишком много сущностей из Викиданные. Количество загруженных сущностей: 400/400. |
| 143 | Сельцо-Родное      | деревня         | Получено слишком много сущностей из Викиданные. Количество загруженных сущностей: 400/400. |
| 144 | Семеновская        | деревня         | Получено слишком много сущностей из Викиданные. Количество загруженных сущностей: 400/400. |
| 145 | Семеновская        | деревня         | Получено слишком много сущностей из Викиданные. Количество загруженных сущностей: 400/400. |
| 146 | Семенская          | деревня         | Получено слишком много сущностей из Викиданные. Количество загруженных сущностей: 400/400. |
| 147 | Сенинская          | деревня         | Получено слишком много сущностей из Викиданные. Количество загруженных сущностей: 400/400. |
| 148 | Середник           | деревня         | Получено слишком много сущностей из Викиданные. Количество загруженных сущностей: 400/400. |
| 149 | Сидорово           | деревня         | Получено слишком много сущностей из Викиданные. Количество загруженных сущностей: 400/400. |
| 150 | Слобода            | деревня         | Получено слишком много сущностей из Викиданные. Количество загруженных сущностей: 400/400. |
| 151 | Смешково           | деревня         | Получено слишком много сущностей из Викиданные. Количество загруженных сущностей: 400/400. |
| 152 | Солохта            | деревня         | Получено слишком много сущностей из Викиданные. Количество загруженных сущностей: 400/400. |
| 153 | Сосновка           | посёлок         | Получено слишком много сущностей из Викиданные. Количество загруженных сущностей: 400/400. |
| 154 | Спиренская         | деревня         | Получено слишком много сущностей из Викиданные. Количество загруженных сущностей: 400/400. |
| 155 | Спирютино          | деревня         | Получено слишком много сущностей из Викиданные. Количество загруженных сущностей: 400/400. |
| 156 | Средний Двор       | деревня         | Получено слишком много сущностей из Викиданные. Количество загруженных сущностей: 400/400. |
| 157 | Средняя Ступолохта | деревня         | Получено слишком много сущностей из Викиданные. Количество загруженных сущностей: 400/400. |
| 158 | Стан               | деревня         | Получено слишком много сущностей из Викиданные. Количество загруженных сущностей: 400/400. |
| 159 | Старина            | деревня         | Получено слишком много сущностей из Викиданные. Количество загруженных сущностей: 400/400. |
| 160 | Старина            | деревня         | Получено слишком много сущностей из Викиданные. Количество загруженных сущностей: 400/400. |
| 161 | Старостино         | деревня         | Получено слишком много сущностей из Викиданные. Количество загруженных сущностей: 400/400. |
| 162 | Старухи            | деревня         | Получено слишком много сущностей из Викиданные. Количество загруженных сущностей: 400/400. |
| 163 | Стрелково          | деревня         | Получено слишком много сущностей из Викиданные. Количество загруженных сущностей: 400/400. |
| 164 | Судаково           | деревня         | Получено слишком много сущностей из Викиданные. Количество загруженных сущностей: 400/400. |
| 165 | Тарасовская        | деревня         | Получено слишком много сущностей из Викиданные. Количество загруженных сущностей: 400/400. |
| 166 | Тарасовская        | деревня         | Получено слишком много сущностей из Викиданные. Количество загруженных сущностей: 400/400. |
| 167 | Терпеново          | деревня         | Получено слишком много сущностей из Викиданные. Количество загруженных сущностей: 400/400. |
| 168 | Тименская          | деревня         | Получено слишком много сущностей из Викиданные. Количество загруженных сущностей: 400/400. |
| 169 | Тимохино           | деревня         | Получено слишком много сущностей из Викиданные. Количество загруженных сущностей: 400/400. |
| 170 | Томаша             | деревня         | Получено слишком много сущностей из Викиданные. Количество загруженных сущностей: 400/400. |
| 171 | Торки              | деревня         | Получено слишком много сущностей из Викиданные. Количество загруженных сущностей: 400/400. |
| 172 | Туровино           | деревня         | Получено слишком много сущностей из Викиданные. Количество загруженных сущностей: 400/400. |
| 173 | Турпал             | деревня         | Получено слишком много сущностей из Викиданные. Количество загруженных сущностей: 400/400. |
| 174 | Уйта               | деревня         | Получено слишком много сущностей из Викиданные. Количество загруженных сущностей: 400/400. |
| 175 | Уйта               | ж.д. станция    | Получено слишком много сущностей из Викиданные. Количество загруженных сущностей: 400/400. |
| 176 | Успенское          | село            | Получено слишком много сущностей из Викиданные. Количество загруженных сущностей: 400/400. |
| 177 | Усть-Колпь         | деревня         | Получено слишком много сущностей из Викиданные. Количество загруженных сущностей: 400/400. |
| 178 | Фадеево            | деревня         | Получено слишком много сущностей из Викиданные. Количество загруженных сущностей: 400/400. |
| 179 | Фаленская          | деревня         | Получено слишком много сущностей из Викиданные. Количество загруженных сущностей: 400/400. |
| 180 | Фанерный Завод     | посёлок         | Получено слишком много сущностей из Викиданные. Количество загруженных сущностей: 400/400. |
| 181 | Филино             | деревня         | Получено слишком много сущностей из Викиданные. Количество загруженных сущностей: 400/400. |
| 182 | Хламово            | деревня         | Получено слишком много сущностей из Викиданные. Количество загруженных сущностей: 400/400. |
| 183 | Холмище            | деревня         | Получено слишком много сущностей из Викиданные. Количество загруженных сущностей: 400/400. |
| 184 | Хохлово            | рабочий посёлок | Получено слишком много сущностей из Викиданные. Количество загруженных сущностей: 400/400. |
| 185 | Ципелево           | деревня         | Получено слишком много сущностей из Викиданные. Количество загруженных сущностей: 400/400. |
| 186 | Черепаново         | деревня         | Получено слишком много сущностей из Викиданные. Количество загруженных сущностей: 400/400. |
| 187 | Черново            | деревня         | Получено слишком много сущностей из Викиданные. Количество загруженных сущностей: 400/400. |
| 188 | Чертова            | деревня         | Получено слишком много сущностей из Викиданные. Количество загруженных сущностей: 400/400. |
| 189 | Чудиново           | деревня         | Получено слишком много сущностей из Викиданные. Количество загруженных сущностей: 400/400. |
| 190 | Чуприно            | деревня         | Получено слишком много сущностей из Викиданные. Количество загруженных сущностей: 400/400. |
| 191 | Чурово             | деревня         | Получено слишком много сущностей из Викиданные. Количество загруженных сущностей: 400/400. |
| 192 | Шигодские          | деревня         | Получено слишком много сущностей из Викиданные. Количество загруженных сущностей: 400/400. |
| 193 | Ширьево            | разъезд         | Получено слишком много сущностей из Викиданные. Количество загруженных сущностей: 400/400. |
| 194 | Шоборово           | деревня         | Получено слишком много сущностей из Викиданные. Количество загруженных сущностей: 400/400. |
| 195 | Шутовская          | деревня         | Получено слишком много сущностей из Викиданные. Количество загруженных сущностей: 400/400. |
| 196 | Юрино              | деревня         | Получено слишком много сущностей из Викиданные. Количество загруженных сущностей: 400/400. |
| 197 | Язвицево           | деревня         | Получено слишком много сущностей из Викиданные. Количество загруженных сущностей: 400/400. |
| 198 | Якимово            | деревня         | Получено слишком много сущностей из Викиданные. Количество загруженных сущностей: 400/400. |
| 199 | Якшинская          | деревня         | Получено слишком много сущностей из Викиданные. Количество загруженных сущностей: 400/400. |
| 200 | Якшинская          | деревня         | Получено слишком много сущностей из Викиданные. Количество загруженных сущностей: 400/400. |
| 201 | Ямышево            | деревня         | Получено слишком много сущностей из Викиданные. Количество загруженных сущностей: 400/400. |
| 202 | Ярышево            | деревня         | Получено слишком много сущностей из Викиданные. Количество загруженных сущностей: 400/400. |

### Кирилловский
| №   | Населённый пункт   | Тип              | Население                                                                                  |
| --- | ------------------ | ---------------- | ------------------------------------------------------------------------------------------ |
| 1   | Агафоново          | деревня          | Получено слишком много сущностей из Викиданные. Количество загруженных сущностей: 400/400. |
| 2   | Аксёново           | деревня          | Получено слишком много сущностей из Викиданные. Количество загруженных сущностей: 400/400. |
| 3   | Аксёновская        | деревня          | Получено слишком много сущностей из Викиданные. Количество загруженных сущностей: 400/400. |
| 4   | Алексеево          | деревня          | Получено слишком много сущностей из Викиданные. Количество загруженных сущностей: 400/400. |
| 5   | Алексеевская       | деревня          | Получено слишком много сущностей из Викиданные. Количество загруженных сущностей: 400/400. |
| 6   | Алёшино            | деревня          | Получено слишком много сущностей из Викиданные. Количество загруженных сущностей: 400/400. |
| 7   | Алферовская        | деревня          | Получено слишком много сущностей из Викиданные. Количество загруженных сущностей: 400/400. |
| 8   | Алябино            | деревня          | Получено слишком много сущностей из Викиданные. Количество загруженных сущностей: 400/400. |
| 9   | Амосово            | деревня          | Получено слишком много сущностей из Викиданные. Количество загруженных сущностей: 400/400. |
| 10  | Ананьино           | деревня          | Получено слишком много сущностей из Викиданные. Количество загруженных сущностей: 400/400. |
| 11  | Андреево           | деревня          | Получено слишком много сущностей из Викиданные. Количество загруженных сущностей: 400/400. |
| 12  | Андреевская        | деревня          | Получено слишком много сущностей из Викиданные. Количество загруженных сущностей: 400/400. |
| 13  | Андреевская        | деревня          | Получено слишком много сущностей из Викиданные. Количество загруженных сущностей: 400/400. |
| 14  | Аргуново           | деревня          | Получено слишком много сущностей из Викиданные. Количество загруженных сущностей: 400/400. |
| 15  | Артемово           | деревня          | Получено слишком много сущностей из Викиданные. Количество загруженных сущностей: 400/400. |
| 16  | Артюнинское        | деревня          | Получено слишком много сущностей из Викиданные. Количество загруженных сущностей: 400/400. |
| 17  | Бабичево           | деревня          | Получено слишком много сущностей из Викиданные. Количество загруженных сущностей: 400/400. |
| 18  | Балуево            | деревня          | Получено слишком много сущностей из Викиданные. Количество загруженных сущностей: 400/400. |
| 19  | Бараково           | деревня          | Получено слишком много сущностей из Викиданные. Количество загруженных сущностей: 400/400. |
| 20  | Бардуха            | деревня          | Получено слишком много сущностей из Викиданные. Количество загруженных сущностей: 400/400. |
| 21  | Бархатово          | деревня          | Получено слишком много сущностей из Викиданные. Количество загруженных сущностей: 400/400. |
| 22  | Бахлычево          | деревня          | Получено слишком много сущностей из Викиданные. Количество загруженных сущностей: 400/400. |
| 23  | Безменово          | деревня          | Получено слишком много сущностей из Викиданные. Количество загруженных сущностей: 400/400. |
| 24  | Белоусово          | деревня          | Получено слишком много сущностей из Викиданные. Количество загруженных сущностей: 400/400. |
| 25  | Березник           | деревня          | Получено слишком много сущностей из Викиданные. Количество загруженных сущностей: 400/400. |
| 26  | Березник           | деревня          | Получено слишком много сущностей из Викиданные. Количество загруженных сущностей: 400/400. |
| 27  | Березово           | деревня          | Получено слишком много сущностей из Викиданные. Количество загруженных сущностей: 400/400. |
| 28  | Блиново            | деревня          | Получено слишком много сущностей из Викиданные. Количество загруженных сущностей: 400/400. |
| 29  | Бозино             | деревня          | Получено слишком много сущностей из Викиданные. Количество загруженных сущностей: 400/400. |
| 30  | Болозново          | деревня          | Получено слишком много сущностей из Викиданные. Количество загруженных сущностей: 400/400. |
| 31  | Большая Палшема    | деревня          | Получено слишком много сущностей из Викиданные. Количество загруженных сущностей: 400/400. |
| 32  | Большое Дивково    | деревня          | Получено слишком много сущностей из Викиданные. Количество загруженных сущностей: 400/400. |
| 33  | Большое Дитятево   | деревня          | Получено слишком много сущностей из Викиданные. Количество загруженных сущностей: 400/400. |
| 34  | Большое Закозье    | деревня          | Получено слишком много сущностей из Викиданные. Количество загруженных сущностей: 400/400. |
| 35  | Большое Зауломское | деревня          | Получено слишком много сущностей из Викиданные. Количество загруженных сущностей: 400/400. |
| 36  | Большое Коровино   | деревня          | Получено слишком много сущностей из Викиданные. Количество загруженных сущностей: 400/400. |
| 37  | Большое Осаново    | деревня          | Получено слишком много сущностей из Викиданные. Количество загруженных сущностей: 400/400. |
| 38  | Большое Шевелево   | деревня          | Получено слишком много сущностей из Викиданные. Количество загруженных сущностей: 400/400. |
| 39  | Большой Дор        | деревня          | Получено слишком много сущностей из Викиданные. Количество загруженных сущностей: 400/400. |
| 40  | Большой Пепел      | деревня          | Получено слишком много сущностей из Викиданные. Количество загруженных сущностей: 400/400. |
| 41  | Бонема             | деревня          | Получено слишком много сущностей из Викиданные. Количество загруженных сущностей: 400/400. |
| 42  | Борбушино          | деревня          | Получено слишком много сущностей из Викиданные. Количество загруженных сущностей: 400/400. |
| 43  | Борисовская        | деревня          | Получено слишком много сущностей из Викиданные. Количество загруженных сущностей: 400/400. |
| 44  | Борок              | деревня          | Получено слишком много сущностей из Викиданные. Количество загруженных сущностей: 400/400. |
| 45  | Ботово             | деревня          | Получено слишком много сущностей из Викиданные. Количество загруженных сущностей: 400/400. |
| 46  | Брагино            | деревня          | Получено слишком много сущностей из Викиданные. Количество загруженных сущностей: 400/400. |
| 47  | Булыкино           | деревня          | Получено слишком много сущностей из Викиданные. Количество загруженных сущностей: 400/400. |
| 48  | Бураково           | деревня          | Получено слишком много сущностей из Викиданные. Количество загруженных сущностей: 400/400. |
| 49  | Бутово             | деревня          | Получено слишком много сущностей из Викиданные. Количество загруженных сущностей: 400/400. |
| 50  | Быково             | деревня          | Получено слишком много сущностей из Викиданные. Количество загруженных сущностей: 400/400. |
| 51  | Бяковское          | деревня          | Получено слишком много сущностей из Викиданные. Количество загруженных сущностей: 400/400. |
| 52  | Вазеринцы          | деревня          | Получено слишком много сущностей из Викиданные. Количество загруженных сущностей: 400/400. |
| 53  | Василево           | деревня          | Получено слишком много сущностей из Викиданные. Количество загруженных сущностей: 400/400. |
| 54  | Васильево          | деревня          | Получено слишком много сущностей из Викиданные. Количество загруженных сущностей: 400/400. |
| 55  | Васняково          | деревня          | Получено слишком много сущностей из Викиданные. Количество загруженных сущностей: 400/400. |
| 56  | Васькино           | деревня          | Получено слишком много сущностей из Викиданные. Количество загруженных сущностей: 400/400. |
| 57  | Васюково           | деревня          | Получено слишком много сущностей из Викиданные. Количество загруженных сущностей: 400/400. |
| 58  | Васюково           | деревня          | Получено слишком много сущностей из Викиданные. Количество загруженных сущностей: 400/400. |
| 59  | Великий Двор       | деревня          | Получено слишком много сущностей из Викиданные. Количество загруженных сущностей: 400/400. |
| 60  | Великий Двор       | деревня          | Получено слишком много сущностей из Викиданные. Количество загруженных сущностей: 400/400. |
| 61  | Верхняя Гора       | деревня          | Получено слишком много сущностей из Викиданные. Количество загруженных сущностей: 400/400. |
| 62  | Верхоглядово       | деревня          | Получено слишком много сущностей из Викиданные. Количество загруженных сущностей: 400/400. |
| 63  | Власово            | деревня          | Получено слишком много сущностей из Викиданные. Количество загруженных сущностей: 400/400. |
| 64  | Власово            | деревня          | Получено слишком много сущностей из Викиданные. Количество загруженных сущностей: 400/400. |
| 65  | Вогнема            | село             | Получено слишком много сущностей из Викиданные. Количество загруженных сущностей: 400/400. |
| 66  | Волокославинское   | село             | Получено слишком много сущностей из Викиданные. Количество загруженных сущностей: 400/400. |
| 67  | Воробино           | деревня          | Получено слишком много сущностей из Викиданные. Количество загруженных сущностей: 400/400. |
| 68  | Воробьёво          | деревня          | Получено слишком много сущностей из Викиданные. Количество загруженных сущностей: 400/400. |
| 69  | Воронино           | деревня          | Получено слишком много сущностей из Викиданные. Количество загруженных сущностей: 400/400. |
| 70  | Выметное           | деревня          | Получено слишком много сущностей из Викиданные. Количество загруженных сущностей: 400/400. |
| 71  | Гвоздево           | деревня          | Получено слишком много сущностей из Викиданные. Количество загруженных сущностей: 400/400. |
| 72  | Глазатово          | деревня          | Получено слишком много сущностей из Викиданные. Количество загруженных сущностей: 400/400. |
| 73  | Глебовское         | деревня          | Получено слишком много сущностей из Викиданные. Количество загруженных сущностей: 400/400. |
| 74  | Глухарево          | деревня          | Получено слишком много сущностей из Викиданные. Количество загруженных сущностей: 400/400. |
| 75  | Голышово           | деревня          | Получено слишком много сущностей из Викиданные. Количество загруженных сущностей: 400/400. |
| 76  | Гончарка           | деревня          | Получено слишком много сущностей из Викиданные. Количество загруженных сущностей: 400/400. |
| 77  | Гора               | деревня          | Получено слишком много сущностей из Викиданные. Количество загруженных сущностей: 400/400. |
| 78  | Гора               | деревня          | Получено слишком много сущностей из Викиданные. Количество загруженных сущностей: 400/400. |
| 79  | Гора-1             | деревня          | Получено слишком много сущностей из Викиданные. Количество загруженных сущностей: 400/400. |
| 80  | Гора-2             | деревня          | Получено слишком много сущностей из Викиданные. Количество загруженных сущностей: 400/400. |
| 81  | Горицы             | село             | Получено слишком много сущностей из Викиданные. Количество загруженных сущностей: 400/400. |
| 82  | Горка              | деревня          | Получено слишком много сущностей из Викиданные. Количество загруженных сущностей: 400/400. |
| 83  | Горка              | деревня          | Получено слишком много сущностей из Викиданные. Количество загруженных сущностей: 400/400. |
| 84  | Горка              | деревня          | Получено слишком много сущностей из Викиданные. Количество загруженных сущностей: 400/400. |
| 85  | Горка-1            | деревня          | Получено слишком много сущностей из Викиданные. Количество загруженных сущностей: 400/400. |
| 86  | Горка-2            | деревня          | Получено слишком много сущностей из Викиданные. Количество загруженных сущностей: 400/400. |
| 87  | Городище           | деревня          | Получено слишком много сущностей из Викиданные. Количество загруженных сущностей: 400/400. |
| 88  | Горушка            | деревня          | Получено слишком много сущностей из Викиданные. Количество загруженных сущностей: 400/400. |
| 89  | Горяйново          | деревня          | Получено слишком много сущностей из Викиданные. Количество загруженных сущностей: 400/400. |
| 90  | Гребенево          | деревня          | Получено слишком много сущностей из Викиданные. Количество загруженных сущностей: 400/400. |
| 91  | Гребенево          | деревня          | Получено слишком много сущностей из Викиданные. Количество загруженных сущностей: 400/400. |
| 92  | Гридино            | деревня          | Получено слишком много сущностей из Викиданные. Количество загруженных сущностей: 400/400. |
| 93  | Гридинская         | деревня          | Получено слишком много сущностей из Викиданные. Количество загруженных сущностей: 400/400. |
| 94  | Громово            | деревня          | Получено слишком много сущностей из Викиданные. Количество загруженных сущностей: 400/400. |
| 95  | Громуха            | деревня          | Получено слишком много сущностей из Викиданные. Количество загруженных сущностей: 400/400. |
| 96  | Губино             | деревня          | Получено слишком много сущностей из Викиданные. Количество загруженных сущностей: 400/400. |
| 97  | Гущино             | деревня          | Получено слишком много сущностей из Викиданные. Количество загруженных сущностей: 400/400. |
| 98  | Данильцево         | деревня          | Получено слишком много сущностей из Викиданные. Количество загруженных сущностей: 400/400. |
| 99  | Деменьково         | деревня          | Получено слишком много сущностей из Викиданные. Количество загруженных сущностей: 400/400. |
| 100 | Демидово           | деревня          | Получено слишком много сущностей из Викиданные. Количество загруженных сущностей: 400/400. |
| 101 | Демидово           | деревня          | Получено слишком много сущностей из Викиданные. Количество загруженных сущностей: 400/400. |
| 102 | Денисово           | деревня          | Получено слишком много сущностей из Викиданные. Количество загруженных сущностей: 400/400. |
| 103 | Деницыно           | деревня          | Получено слишком много сущностей из Викиданные. Количество загруженных сущностей: 400/400. |
| 104 | Дергаево           | деревня          | Получено слишком много сущностей из Викиданные. Количество загруженных сущностей: 400/400. |
| 105 | Дергаево           | деревня          | Получено слишком много сущностей из Викиданные. Количество загруженных сущностей: 400/400. |
| 106 | Дмитриево          | деревня          | Получено слишком много сущностей из Викиданные. Количество загруженных сущностей: 400/400. |
| 107 | Добрилово          | деревня          | Получено слишком много сущностей из Викиданные. Количество загруженных сущностей: 400/400. |
| 108 | Домниково          | деревня          | Получено слишком много сущностей из Викиданные. Количество загруженных сущностей: 400/400. |
| 109 | Дор                | деревня          | Получено слишком много сущностей из Викиданные. Количество загруженных сущностей: 400/400. |
| 110 | Дорогуша           | деревня          | Получено слишком много сущностей из Викиданные. Количество загруженных сущностей: 400/400. |
| 111 | Дренево            | деревня          | Получено слишком много сущностей из Викиданные. Количество загруженных сущностей: 400/400. |
| 112 | Дресвища           | деревня          | Получено слишком много сущностей из Викиданные. Количество загруженных сущностей: 400/400. |
| 113 | Дресвища           | деревня          | Получено слишком много сущностей из Викиданные. Количество загруженных сущностей: 400/400. |
| 114 | Дровенниково       | деревня          | Получено слишком много сущностей из Викиданные. Количество загруженных сущностей: 400/400. |
| 115 | Дуброво            | деревня          | Получено слишком много сущностей из Викиданные. Количество загруженных сущностей: 400/400. |
| 116 | Дулово             | деревня          | Получено слишком много сущностей из Викиданные. Количество загруженных сущностей: 400/400. |
| 117 | Дуравино           | деревня          | Получено слишком много сущностей из Викиданные. Количество загруженных сущностей: 400/400. |
| 118 | Дьяконовская       | деревня          | Получено слишком много сущностей из Викиданные. Количество загруженных сущностей: 400/400. |
| 119 | Дюнево             | деревня          | Получено слишком много сущностей из Викиданные. Количество загруженных сущностей: 400/400. |
| 120 | Евсюнино           | деревня          | Получено слишком много сущностей из Викиданные. Количество загруженных сущностей: 400/400. |
| 121 | Елтухово           | деревня          | Получено слишком много сущностей из Викиданные. Количество загруженных сущностей: 400/400. |
| 122 | Ельник             | деревня          | Получено слишком много сущностей из Викиданные. Количество загруженных сущностей: 400/400. |
| 123 | Емишево            | деревня          | Получено слишком много сущностей из Викиданные. Количество загруженных сущностей: 400/400. |
| 124 | Епимахово          | деревня          | Получено слишком много сущностей из Викиданные. Количество загруженных сущностей: 400/400. |
| 125 | Еремеево           | деревня          | Получено слишком много сущностей из Викиданные. Количество загруженных сущностей: 400/400. |
| 126 | Ерёминское         | деревня          | Получено слишком много сущностей из Викиданные. Количество загруженных сущностей: 400/400. |
| 127 | Ермаково           | деревня          | Получено слишком много сущностей из Викиданные. Количество загруженных сущностей: 400/400. |
| 128 | Ефремовская        | деревня          | Получено слишком много сущностей из Викиданные. Количество загруженных сущностей: 400/400. |
| 129 | Желобново          | деревня          | Получено слишком много сущностей из Викиданные. Количество загруженных сущностей: 400/400. |
| 130 | Жилино             | деревня          | Получено слишком много сущностей из Викиданные. Количество загруженных сущностей: 400/400. |
| 131 | Жохово             | деревня          | Получено слишком много сущностей из Викиданные. Количество загруженных сущностей: 400/400. |
| 132 | Заболотье          | деревня          | Получено слишком много сущностей из Викиданные. Количество загруженных сущностей: 400/400. |
| 133 | Загорье            | деревня          | Получено слишком много сущностей из Викиданные. Количество загруженных сущностей: 400/400. |
| 134 | Заельники          | деревня          | Получено слишком много сущностей из Викиданные. Количество загруженных сущностей: 400/400. |
| 135 | Займищи            | деревня          | Получено слишком много сущностей из Викиданные. Количество загруженных сущностей: 400/400. |
| 136 | Зайцево            | деревня          | Получено слишком много сущностей из Викиданные. Количество загруженных сущностей: 400/400. |
| 137 | Запань-Нова        | посёлок          | Получено слишком много сущностей из Викиданные. Количество загруженных сущностей: 400/400. |
| 138 | Заречье            | деревня          | Получено слишком много сущностей из Викиданные. Количество загруженных сущностей: 400/400. |
| 139 | Заречье            | деревня          | Получено слишком много сущностей из Викиданные. Количество загруженных сущностей: 400/400. |
| 140 | Заречье            | деревня          | Получено слишком много сущностей из Викиданные. Количество загруженных сущностей: 400/400. |
| 141 | Захарьино          | деревня          | Получено слишком много сущностей из Викиданные. Количество загруженных сущностей: 400/400. |
| 142 | Звоз               | деревня          | Получено слишком много сущностей из Викиданные. Количество загруженных сущностей: 400/400. |
| 143 | Зеленик            | деревня          | Получено слишком много сущностей из Викиданные. Количество загруженных сущностей: 400/400. |
| 144 | Зуево              | деревня          | Получено слишком много сущностей из Викиданные. Количество загруженных сущностей: 400/400. |
| 145 | Зуево              | деревня          | Получено слишком много сущностей из Викиданные. Количество загруженных сущностей: 400/400. |
| 146 | Зуево              | деревня          | Получено слишком много сущностей из Викиданные. Количество загруженных сущностей: 400/400. |
| 147 | Зыбошное           | деревня          | Получено слишком много сущностей из Викиданные. Количество загруженных сущностей: 400/400. |
| 148 | Зыково             | деревня          | Получено слишком много сущностей из Викиданные. Количество загруженных сущностей: 400/400. |
| 149 | Иванов Бор         | деревня          | Получено слишком много сущностей из Викиданные. Количество загруженных сущностей: 400/400. |
| 150 | Иваново            | деревня          | Получено слишком много сущностей из Викиданные. Количество загруженных сущностей: 400/400. |
| 151 | Ивановское         | деревня          | Получено слишком много сущностей из Викиданные. Количество загруженных сущностей: 400/400. |
| 152 | Ивашево            | деревня          | Получено слишком много сущностей из Викиданные. Количество загруженных сущностей: 400/400. |
| 153 | Ивашково-1         | деревня          | Получено слишком много сущностей из Викиданные. Количество загруженных сущностей: 400/400. |
| 154 | Ивашково-2         | деревня          | Получено слишком много сущностей из Викиданные. Количество загруженных сущностей: 400/400. |
| 155 | Ивицы              | деревня          | Получено слишком много сущностей из Викиданные. Количество загруженных сущностей: 400/400. |
| 156 | Игнатьево          | деревня          | Получено слишком много сущностей из Викиданные. Количество загруженных сущностей: 400/400. |
| 157 | Игнатьево          | деревня          | Получено слишком много сущностей из Викиданные. Количество загруженных сущностей: 400/400. |
| 158 | Исаково            | деревня          | Получено слишком много сущностей из Викиданные. Количество загруженных сущностей: 400/400. |
| 159 | Истоминская        | деревня          | Получено слишком много сущностей из Викиданные. Количество загруженных сущностей: 400/400. |
| 160 | Иткла              | посёлок          | Получено слишком много сущностей из Викиданные. Количество загруженных сущностей: 400/400. |
| 161 | Кабачино           | деревня          | Получено слишком много сущностей из Викиданные. Количество загруженных сущностей: 400/400. |
| 162 | Каменщица          | деревня          | Получено слишком много сущностей из Викиданные. Количество загруженных сущностей: 400/400. |
| 163 | Карботка           | деревня          | Получено слишком много сущностей из Викиданные. Количество загруженных сущностей: 400/400. |
| 164 | Каргач             | деревня          | Получено слишком много сущностей из Викиданные. Количество загруженных сущностей: 400/400. |
| 165 | Карповская         | деревня          | Получено слишком много сущностей из Викиданные. Количество загруженных сущностей: 400/400. |
| 166 | Карповская         | деревня          | Получено слишком много сущностей из Викиданные. Количество загруженных сущностей: 400/400. |
| 167 | Кашино             | деревня          | Получено слишком много сущностей из Викиданные. Количество загруженных сущностей: 400/400. |
| 168 | Кашкино            | деревня          | Получено слишком много сущностей из Викиданные. Количество загруженных сущностей: 400/400. |
| 169 | Керманово          | деревня          | Получено слишком много сущностей из Викиданные. Количество загруженных сущностей: 400/400. |
| 170 | Киприно            | деревня          | Получено слишком много сущностей из Викиданные. Количество загруженных сущностей: 400/400. |
| 171 | Кириллов           | город            | Получено слишком много сущностей из Викиданные. Количество загруженных сущностей: 400/400. |
| 172 | Кирсново           | деревня          | Получено слишком много сущностей из Викиданные. Количество загруженных сущностей: 400/400. |
| 173 | Киселево           | деревня          | Получено слишком много сущностей из Викиданные. Количество загруженных сущностей: 400/400. |
| 174 | Кишемское          | деревня          | Получено слишком много сущностей из Викиданные. Количество загруженных сущностей: 400/400. |
| 175 | Клеменево          | деревня          | Получено слишком много сущностей из Викиданные. Количество загруженных сущностей: 400/400. |
| 176 | Клемушино          | деревня          | Получено слишком много сущностей из Викиданные. Количество загруженных сущностей: 400/400. |
| 177 | Кленовицы          | деревня          | Получено слишком много сущностей из Викиданные. Количество загруженных сущностей: 400/400. |
| 178 | Клетная            | деревня          | Получено слишком много сущностей из Викиданные. Количество загруженных сущностей: 400/400. |
| 179 | Кнутово            | местечко         | Получено слишком много сущностей из Викиданные. Количество загруженных сущностей: 400/400. |
| 180 | Кнышево            | деревня          | Получено слишком много сущностей из Викиданные. Количество загруженных сущностей: 400/400. |
| 181 | Князево            | деревня          | Получено слишком много сущностей из Викиданные. Количество загруженных сущностей: 400/400. |
| 182 | Кобылино           | деревня          | Получено слишком много сущностей из Викиданные. Количество загруженных сущностей: 400/400. |
| 183 | Коварзино          | деревня          | Получено слишком много сущностей из Викиданные. Количество загруженных сущностей: 400/400. |
| 184 | Коврижново         | деревня          | Получено слишком много сущностей из Викиданные. Количество загруженных сущностей: 400/400. |
| 185 | Козицыно           | деревня          | Получено слишком много сущностей из Викиданные. Количество загруженных сущностей: 400/400. |
| 186 | Козлово            | деревня          | Получено слишком много сущностей из Викиданные. Количество загруженных сущностей: 400/400. |
| 187 | Козлово            | деревня          | Получено слишком много сущностей из Викиданные. Количество загруженных сущностей: 400/400. |
| 188 | Козлово            | деревня          | Получено слишком много сущностей из Викиданные. Количество загруженных сущностей: 400/400. |
| 189 | Коковановская      | деревня          | Получено слишком много сущностей из Викиданные. Количество загруженных сущностей: 400/400. |
| 190 | Колбино            | деревня          | Получено слишком много сущностей из Викиданные. Количество загруженных сущностей: 400/400. |
| 191 | Колдома            | деревня          | Получено слишком много сущностей из Викиданные. Количество загруженных сущностей: 400/400. |
| 192 | Колкач             | деревня          | Получено слишком много сущностей из Викиданные. Количество загруженных сущностей: 400/400. |
| 193 | Колкач             | село             | Получено слишком много сущностей из Викиданные. Количество загруженных сущностей: 400/400. |
| 194 | Комлино            | деревня          | Получено слишком много сущностей из Викиданные. Количество загруженных сущностей: 400/400. |
| 195 | Кондратово         | деревня          | Получено слишком много сущностей из Викиданные. Количество загруженных сущностей: 400/400. |
| 196 | Коньково           | деревня          | Получено слишком много сущностей из Викиданные. Количество загруженных сущностей: 400/400. |
| 197 | Конютино           | деревня          | Получено слишком много сущностей из Викиданные. Количество загруженных сущностей: 400/400. |
| 198 | Копалёво           | деревня          | Получено слишком много сущностей из Викиданные. Количество загруженных сущностей: 400/400. |
| 199 | Королево           | деревня          | Получено слишком много сущностей из Викиданные. Количество загруженных сущностей: 400/400. |
| 200 | Коротецкая         | деревня          | Получено слишком много сущностей из Викиданные. Количество загруженных сущностей: 400/400. |
| 201 | Корякино           | деревня          | Получено слишком много сущностей из Викиданные. Количество загруженных сущностей: 400/400. |
| 202 | Косино             | посёлок          | Получено слишком много сущностей из Викиданные. Количество загруженных сущностей: 400/400. |
| 203 | Косые Гряды        | местечко         | Получено слишком много сущностей из Викиданные. Количество загруженных сущностей: 400/400. |
| 204 | Котлово            | деревня          | Получено слишком много сущностей из Викиданные. Количество загруженных сущностей: 400/400. |
| 205 | Кочевино           | деревня          | Получено слишком много сущностей из Викиданные. Количество загруженных сущностей: 400/400. |
| 206 | Кощеево            | деревня          | Получено слишком много сущностей из Викиданные. Количество загруженных сущностей: 400/400. |
| 207 | Крапивино          | деревня          | Получено слишком много сущностей из Викиданные. Количество загруженных сущностей: 400/400. |
| 208 | Крапивинская       | деревня          | Получено слишком много сущностей из Викиданные. Количество загруженных сущностей: 400/400. |
| 209 | Красково           | деревня          | Получено слишком много сущностей из Викиданные. Количество загруженных сущностей: 400/400. |
| 210 | Красново           | деревня          | Получено слишком много сущностей из Викиданные. Количество загруженных сущностей: 400/400. |
| 211 | Кривошейново       | деревня          | Получено слишком много сущностей из Викиданные. Количество загруженных сущностей: 400/400. |
| 212 | Кудряшово          | деревня          | Получено слишком много сущностей из Викиданные. Количество загруженных сущностей: 400/400. |
| 213 | Кузино             | деревня          | Получено слишком много сущностей из Викиданные. Количество загруженных сущностей: 400/400. |
| 214 | Кузнецово          | деревня          | Получено слишком много сущностей из Викиданные. Количество загруженных сущностей: 400/400. |
| 215 | Кузнецово          | деревня          | Получено слишком много сущностей из Викиданные. Количество загруженных сущностей: 400/400. |
| 216 | Кузнецово          | деревня          | Получено слишком много сущностей из Викиданные. Количество загруженных сущностей: 400/400. |
| 217 | Кузьминка          | деревня          | Получено слишком много сущностей из Викиданные. Количество загруженных сущностей: 400/400. |
| 218 | Кукманино          | деревня          | Получено слишком много сущностей из Викиданные. Количество загруженных сущностей: 400/400. |
| 219 | Куконцы            | деревня          | Получено слишком много сущностей из Викиданные. Количество загруженных сущностей: 400/400. |
| 220 | Кулига             | деревня          | Получено слишком много сущностей из Викиданные. Количество загруженных сущностей: 400/400. |
| 221 | Кундюково          | деревня          | Получено слишком много сущностей из Викиданные. Количество загруженных сущностей: 400/400. |
| 222 | Куракино           | деревня          | Получено слишком много сущностей из Викиданные. Количество загруженных сущностей: 400/400. |
| 223 | Курганы            | деревня          | Получено слишком много сущностей из Викиданные. Количество загруженных сущностей: 400/400. |
| 224 | Курикаево          | деревня          | Получено слишком много сущностей из Викиданные. Количество загруженных сущностей: 400/400. |
| 225 | Курьяново          | деревня          | Получено слишком много сущностей из Викиданные. Количество загруженных сущностей: 400/400. |
| 226 | Кусово             | деревня          | Получено слишком много сущностей из Викиданные. Количество загруженных сущностей: 400/400. |
| 227 | Ладунино           | деревня          | Получено слишком много сущностей из Викиданные. Количество загруженных сущностей: 400/400. |
| 228 | Левково            | деревня          | Получено слишком много сущностей из Викиданные. Количество загруженных сущностей: 400/400. |
| 229 | Левково            | деревня          | Получено слишком много сущностей из Викиданные. Количество загруженных сущностей: 400/400. |
| 230 | Леониха            | деревня          | Получено слишком много сущностей из Викиданные. Количество загруженных сущностей: 400/400. |
| 231 | Лесово             | деревня          | Получено слишком много сущностей из Викиданные. Количество загруженных сущностей: 400/400. |
| 232 | Леунино            | деревня          | Получено слишком много сущностей из Викиданные. Количество загруженных сущностей: 400/400. |
| 233 | Леушкино           | деревня          | Получено слишком много сущностей из Викиданные. Количество загруженных сущностей: 400/400. |
| 234 | Лещёво             | деревня          | Получено слишком много сущностей из Викиданные. Количество загруженных сущностей: 400/400. |
| 235 | Лимоново           | деревня          | Получено слишком много сущностей из Викиданные. Количество загруженных сущностей: 400/400. |
| 236 | Липово             | деревня          | Получено слишком много сущностей из Викиданные. Количество загруженных сущностей: 400/400. |
| 237 | Лопотово           | деревня          | Получено слишком много сущностей из Викиданные. Количество загруженных сущностей: 400/400. |
| 238 | Лопошилово         | деревня          | Получено слишком много сущностей из Викиданные. Количество загруженных сущностей: 400/400. |
| 239 | Лохта              | деревня          | Получено слишком много сущностей из Викиданные. Количество загруженных сущностей: 400/400. |
| 240 | Лукинская          | деревня          | Получено слишком много сущностей из Викиданные. Количество загруженных сущностей: 400/400. |
| 241 | Лукинское          | деревня          | Получено слишком много сущностей из Викиданные. Количество загруженных сущностей: 400/400. |
| 242 | Лукинское          | деревня          | Получено слишком много сущностей из Викиданные. Количество загруженных сущностей: 400/400. |
| 243 | Лукинское-1        | деревня          | Получено слишком много сущностей из Викиданные. Количество загруженных сущностей: 400/400. |
| 244 | Лукинское-2        | деревня          | Получено слишком много сущностей из Викиданные. Количество загруженных сущностей: 400/400. |
| 245 | Лукьяновская       | деревня          | Получено слишком много сущностей из Викиданные. Количество загруженных сущностей: 400/400. |
| 246 | Лучкино            | деревня          | Получено слишком много сущностей из Викиданные. Количество загруженных сущностей: 400/400. |
| 247 | Лысцево            | деревня          | Получено слишком много сущностей из Викиданные. Количество загруженных сущностей: 400/400. |
| 248 | Лыткино            | деревня          | Получено слишком много сущностей из Викиданные. Количество загруженных сущностей: 400/400. |
| 249 | Макаровская        | деревня          | Получено слишком много сущностей из Викиданные. Количество загруженных сущностей: 400/400. |
| 250 | Максимовская       | деревня          | Получено слишком много сущностей из Викиданные. Количество загруженных сущностей: 400/400. |
| 251 | Макутино           | деревня          | Получено слишком много сущностей из Викиданные. Количество загруженных сущностей: 400/400. |
| 252 | Малино             | деревня          | Получено слишком много сущностей из Викиданные. Количество загруженных сущностей: 400/400. |
| 253 | Малино             | деревня          | Получено слишком много сущностей из Викиданные. Количество загруженных сущностей: 400/400. |
| 254 | Малое Зауломское   | деревня          | Получено слишком много сущностей из Викиданные. Количество загруженных сущностей: 400/400. |
| 255 | Малый Дор          | деревня          | Получено слишком много сущностей из Викиданные. Количество загруженных сущностей: 400/400. |
| 256 | Малышкино          | деревня          | Получено слишком много сущностей из Викиданные. Количество загруженных сущностей: 400/400. |
| 257 | Марковская         | деревня          | Получено слишком много сущностей из Викиданные. Количество загруженных сущностей: 400/400. |
| 258 | Матвеевское        | деревня          | Получено слишком много сущностей из Викиданные. Количество загруженных сущностей: 400/400. |
| 259 | Маура              | местечко         |                                                                                            |
| 260 | Мелехово           | деревня          | Получено слишком много сущностей из Викиданные. Количество загруженных сущностей: 400/400. |
| 261 | Мелюшино           | деревня          | Получено слишком много сущностей из Викиданные. Количество загруженных сущностей: 400/400. |
| 262 | Мережино           | деревня          | Получено слишком много сущностей из Викиданные. Количество загруженных сущностей: 400/400. |
| 263 | Мигачево           | деревня          | Получено слишком много сущностей из Викиданные. Количество загруженных сущностей: 400/400. |
| 264 | Миклеево           | деревня          | Получено слишком много сущностей из Викиданные. Количество загруженных сущностей: 400/400. |
| 265 | Минчаково          | деревня          | Получено слишком много сущностей из Викиданные. Количество загруженных сущностей: 400/400. |
| 266 | Миняево            | деревня          | Получено слишком много сущностей из Викиданные. Количество загруженных сущностей: 400/400. |
| 267 | Митино             | деревня          | Получено слишком много сущностей из Викиданные. Количество загруженных сущностей: 400/400. |
| 268 | Митинское          | деревня          | Получено слишком много сущностей из Викиданные. Количество загруженных сущностей: 400/400. |
| 269 | Мишутино           | деревня          | Получено слишком много сущностей из Викиданные. Количество загруженных сущностей: 400/400. |
| 270 | Молоди             | деревня          | Получено слишком много сущностей из Викиданные. Количество загруженных сущностей: 400/400. |
| 271 | Молоди             | деревня          | Получено слишком много сущностей из Викиданные. Количество загруженных сущностей: 400/400. |
| 272 | Мыс                | деревня          | Получено слишком много сущностей из Викиданные. Количество загруженных сущностей: 400/400. |
| 273 | Мыс                | деревня          | Получено слишком много сущностей из Викиданные. Количество загруженных сущностей: 400/400. |
| 274 | Мыс                | деревня          | Получено слишком много сущностей из Викиданные. Количество загруженных сущностей: 400/400. |
| 275 | Мыс                | деревня          | Получено слишком много сущностей из Викиданные. Количество загруженных сущностей: 400/400. |
| 276 | Мясниково          | деревня          | Получено слишком много сущностей из Викиданные. Количество загруженных сущностей: 400/400. |
| 277 | Невашово           | деревня          | Получено слишком много сущностей из Викиданные. Количество загруженных сущностей: 400/400. |
| 278 | Неклюдиха          | деревня          | Получено слишком много сущностей из Викиданные. Количество загруженных сущностей: 400/400. |
| 279 | Нестерово          | деревня          | Получено слишком много сущностей из Викиданные. Количество загруженных сущностей: 400/400. |
| 280 | Нефедово           | деревня          | Получено слишком много сущностей из Викиданные. Количество загруженных сущностей: 400/400. |
| 281 | Нефедьево          | деревня          | Получено слишком много сущностей из Викиданные. Количество загруженных сущностей: 400/400. |
| 282 | Нечаево            | деревня          | Получено слишком много сущностей из Викиданные. Количество загруженных сущностей: 400/400. |
| 283 | Никифорово         | деревня          | Получено слишком много сущностей из Викиданные. Количество загруженных сущностей: 400/400. |
| 284 | Никольский Торжок  | село             | Получено слишком много сущностей из Викиданные. Количество загруженных сущностей: 400/400. |
| 285 | Никольское         | село             | Получено слишком много сущностей из Викиданные. Количество загруженных сущностей: 400/400. |
| 286 | Никулино           | местечко         | Получено слишком много сущностей из Викиданные. Количество загруженных сущностей: 400/400. |
| 287 | Нова               | деревня          | Получено слишком много сущностей из Викиданные. Количество загруженных сущностей: 400/400. |
| 288 | Ново               | деревня          | Получено слишком много сущностей из Викиданные. Количество загруженных сущностей: 400/400. |
| 289 | Новодевичье        | деревня          | Получено слишком много сущностей из Викиданные. Количество загруженных сущностей: 400/400. |
| 290 | Новостройка        | посёлок          | Получено слишком много сущностей из Викиданные. Количество загруженных сущностей: 400/400. |
| 291 | Новшино            | деревня          | Получено слишком много сущностей из Викиданные. Количество загруженных сущностей: 400/400. |
| 292 | Оденьево           | деревня          | Получено слишком много сущностей из Викиданные. Количество загруженных сущностей: 400/400. |
| 293 | Ожогово            | деревня          | Получено слишком много сущностей из Викиданные. Количество загруженных сущностей: 400/400. |
| 294 | Оксино             | деревня          | Получено слишком много сущностей из Викиданные. Количество загруженных сущностей: 400/400. |
| 295 | Окулово            | деревня          | Получено слишком много сущностей из Викиданные. Количество загруженных сущностей: 400/400. |
| 296 | Окунево            | деревня          | Получено слишком много сущностей из Викиданные. Количество загруженных сущностей: 400/400. |
| 297 | Олютинская         | деревня          | Получено слишком много сущностей из Викиданные. Количество загруженных сущностей: 400/400. |
| 298 | Олюшино            | деревня          | Получено слишком много сущностей из Викиданные. Количество загруженных сущностей: 400/400. |
| 299 | Омелино            | деревня          | Получено слишком много сущностей из Викиданные. Количество загруженных сущностей: 400/400. |
| 300 | Оносово            | деревня          | Получено слишком много сущностей из Викиданные. Количество загруженных сущностей: 400/400. |
| 301 | Опрятково          | деревня          | Получено слишком много сущностей из Викиданные. Количество загруженных сущностей: 400/400. |
| 302 | Опрячкино          | деревня          | Получено слишком много сущностей из Викиданные. Количество загруженных сущностей: 400/400. |
| 303 | Осиевская          | деревня          | Получено слишком много сущностей из Викиданные. Количество загруженных сущностей: 400/400. |
| 304 | Осник              | деревня          | Получено слишком много сущностей из Викиданные. Количество загруженных сущностей: 400/400. |
| 305 | Острецово          | деревня          | Получено слишком много сущностей из Викиданные. Количество загруженных сущностей: 400/400. |
| 306 | Островки           | деревня          | Получено слишком много сущностей из Викиданные. Количество загруженных сущностей: 400/400. |
| 307 | Островская         | деревня          | Получено слишком много сущностей из Викиданные. Количество загруженных сущностей: 400/400. |
| 308 | Охремково          | деревня          | Получено слишком много сущностей из Викиданные. Количество загруженных сущностей: 400/400. |
| 309 | Павлоково          | деревня          | Получено слишком много сущностей из Викиданные. Количество загруженных сущностей: 400/400. |
| 310 | Павшино            | деревня          | Получено слишком много сущностей из Викиданные. Количество загруженных сущностей: 400/400. |
| 311 | Палшемское         | деревня          | Получено слишком много сущностей из Викиданные. Количество загруженных сущностей: 400/400. |
| 312 | Паньково           | деревня          | Получено слишком много сущностей из Викиданные. Количество загруженных сущностей: 400/400. |
| 313 | Паньково           | деревня          | Получено слишком много сущностей из Викиданные. Количество загруженных сущностей: 400/400. |
| 314 | Пасынково          | деревня          | Получено слишком много сущностей из Викиданные. Количество загруженных сущностей: 400/400. |
| 315 | Паунино            | деревня          | Получено слишком много сущностей из Викиданные. Количество загруженных сущностей: 400/400. |
| 316 | Пачево             | деревня          | Получено слишком много сущностей из Викиданные. Количество загруженных сущностей: 400/400. |
| 317 | Пеньково           | деревня          | Получено слишком много сущностей из Викиданные. Количество загруженных сущностей: 400/400. |
| 318 | Перхино            | деревня          | Получено слишком много сущностей из Викиданные. Количество загруженных сущностей: 400/400. |
| 319 | Пески              | деревня          | Получено слишком много сущностей из Викиданные. Количество загруженных сущностей: 400/400. |
| 320 | Пестерево          | деревня          | Получено слишком много сущностей из Викиданные. Количество загруженных сущностей: 400/400. |
| 321 | Петровское         | село             | Получено слишком много сущностей из Викиданные. Количество загруженных сущностей: 400/400. |
| 322 | Петровское         | село             | Получено слишком много сущностей из Викиданные. Количество загруженных сущностей: 400/400. |
| 323 | Петряево           | деревня          | Получено слишком много сущностей из Викиданные. Количество загруженных сущностей: 400/400. |
| 324 | Петряково          | деревня          | Получено слишком много сущностей из Викиданные. Количество загруженных сущностей: 400/400. |
| 325 | Пехтач             | деревня          | Получено слишком много сущностей из Викиданные. Количество загруженных сущностей: 400/400. |
| 326 | Плахино            | деревня          | Получено слишком много сущностей из Викиданные. Количество загруженных сущностей: 400/400. |
| 327 | Погорелка          | деревня          | Получено слишком много сущностей из Викиданные. Количество загруженных сущностей: 400/400. |
| 328 | Погорелово         | деревня          | Получено слишком много сущностей из Викиданные. Количество загруженных сущностей: 400/400. |
| 329 | Погорелово         | деревня          | Получено слишком много сущностей из Викиданные. Количество загруженных сущностей: 400/400. |
| 330 | Погорелово         | деревня          | Получено слишком много сущностей из Викиданные. Количество загруженных сущностей: 400/400. |
| 331 | Погостище          | деревня          | Получено слишком много сущностей из Викиданные. Количество загруженных сущностей: 400/400. |
| 332 | Подгорная          | деревня          | Получено слишком много сущностей из Викиданные. Количество загруженных сущностей: 400/400. |
| 333 | Подосеново         | деревня          | Получено слишком много сущностей из Викиданные. Количество загруженных сущностей: 400/400. |
| 334 | Поздышка           | деревня          | Получено слишком много сущностей из Викиданные. Количество загруженных сущностей: 400/400. |
| 335 | Польчаково         | деревня          | Получено слишком много сущностей из Викиданные. Количество загруженных сущностей: 400/400. |
| 336 | Пометище           | деревня          | Получено слишком много сущностей из Викиданные. Количество загруженных сущностей: 400/400. |
| 337 | Пономарево         | деревня          | Получено слишком много сущностей из Викиданные. Количество загруженных сущностей: 400/400. |
| 338 | Поповка            | деревня          | Получено слишком много сущностей из Викиданные. Количество загруженных сущностей: 400/400. |
| 339 | Поповка            | деревня          | Получено слишком много сущностей из Викиданные. Количество загруженных сущностей: 400/400. |
| 340 | Попово             | деревня          | Получено слишком много сущностей из Викиданные. Количество загруженных сущностей: 400/400. |
| 341 | Поповская          | деревня          | Получено слишком много сущностей из Викиданные. Количество загруженных сущностей: 400/400. |
| 342 | Починок            | деревня          | Получено слишком много сущностей из Викиданные. Количество загруженных сущностей: 400/400. |
| 343 | Пресняково         | деревня          | Получено слишком много сущностей из Викиданные. Количество загруженных сущностей: 400/400. |
| 344 | Прилуки            | деревня          | Получено слишком много сущностей из Викиданные. Количество загруженных сущностей: 400/400. |
| 345 | Приозерье          | деревня          | Получено слишком много сущностей из Викиданные. Количество загруженных сущностей: 400/400. |
| 346 | Пружинино          | деревня          | Получено слишком много сущностей из Викиданные. Количество загруженных сущностей: 400/400. |
| 347 | Прядихино          | деревня          | Получено слишком много сущностей из Викиданные. Количество загруженных сущностей: 400/400. |
| 348 | Пустынь            | местечко         | Получено слишком много сущностей из Викиданные. Количество загруженных сущностей: 400/400. |
| 349 | Пялнобово          | деревня          | Получено слишком много сущностей из Викиданные. Количество загруженных сущностей: 400/400. |
| 350 | Ракула             | деревня          | Получено слишком много сущностей из Викиданные. Количество загруженных сущностей: 400/400. |
| 351 | Рандач             | деревня          | Получено слишком много сущностей из Викиданные. Количество загруженных сущностей: 400/400. |
| 352 | Рассвет            | деревня          | Получено слишком много сущностей из Викиданные. Количество загруженных сущностей: 400/400. |
| 353 | Ратибор            | деревня          | Получено слишком много сущностей из Викиданные. Количество загруженных сущностей: 400/400. |
| 354 | Ратово             | деревня          | Получено слишком много сущностей из Викиданные. Количество загруженных сущностей: 400/400. |
| 355 | Рогалево           | деревня          | Получено слишком много сущностей из Викиданные. Количество загруженных сущностей: 400/400. |
| 356 | Рогово             | деревня          | Получено слишком много сущностей из Викиданные. Количество загруженных сущностей: 400/400. |
| 357 | Роговская          | деревня          | Получено слишком много сущностей из Викиданные. Количество загруженных сущностей: 400/400. |
| 358 | Родино             | деревня          | Получено слишком много сущностей из Викиданные. Количество загруженных сущностей: 400/400. |
| 359 | Родино             | деревня          | Получено слишком много сущностей из Викиданные. Количество загруженных сущностей: 400/400. |
| 360 | Рожево             | деревня          | Получено слишком много сущностей из Викиданные. Количество загруженных сущностей: 400/400. |
| 361 | Ромашево           | деревня          | Получено слишком много сущностей из Викиданные. Количество загруженных сущностей: 400/400. |
| 362 | Росликово          | деревня          | Получено слишком много сущностей из Викиданные. Количество загруженных сущностей: 400/400. |
| 363 | Рудаково           | деревня          | Получено слишком много сущностей из Викиданные. Количество загруженных сущностей: 400/400. |
| 364 | Рукино             | село             | Получено слишком много сущностей из Викиданные. Количество загруженных сущностей: 400/400. |
| 365 | Русаниха           | деревня          | Получено слишком много сущностей из Викиданные. Количество загруженных сущностей: 400/400. |
| 366 | Русино             | деревня          | Получено слишком много сущностей из Викиданные. Количество загруженных сущностей: 400/400. |
| 367 | Рыбацкая           | деревня          | Получено слишком много сущностей из Викиданные. Количество загруженных сущностей: 400/400. |
| 368 | Савинское          | деревня          | Получено слишком много сущностей из Викиданные. Количество загруженных сущностей: 400/400. |
| 369 | Сажинская          | деревня          | Получено слишком много сущностей из Викиданные. Количество загруженных сущностей: 400/400. |
| 370 | Сазоново           | деревня          | Получено слишком много сущностей из Викиданные. Количество загруженных сущностей: 400/400. |
| 371 | Сандырево          | деревня          | Получено слишком много сущностей из Викиданные. Количество загруженных сущностей: 400/400. |
| 372 | Саутино            | деревня          | Получено слишком много сущностей из Викиданные. Количество загруженных сущностей: 400/400. |
| 373 | Семеновская        | деревня          | Получено слишком много сущностей из Викиданные. Количество загруженных сущностей: 400/400. |
| 374 | Семково            | деревня          | Получено слишком много сущностей из Викиданные. Количество загруженных сущностей: 400/400. |
| 375 | Сенино             | деревня          | Получено слишком много сущностей из Викиданные. Количество загруженных сущностей: 400/400. |
| 376 | Сергеево           | деревня          | Получено слишком много сущностей из Викиданные. Количество загруженных сущностей: 400/400. |
| 377 | Сиверово           | деревня          | Получено слишком много сущностей из Викиданные. Количество загруженных сущностей: 400/400. |
| 378 | Сигово             | деревня          | Получено слишком много сущностей из Викиданные. Количество загруженных сущностей: 400/400. |
| 379 | Сидоровское        | деревня          | Получено слишком много сущностей из Викиданные. Количество загруженных сущностей: 400/400. |
| 380 | Ситское            | село             | Получено слишком много сущностей из Викиданные. Количество загруженных сущностей: 400/400. |
| 381 | Ситьково           | деревня          | Получено слишком много сущностей из Викиданные. Количество загруженных сущностей: 400/400. |
| 382 | Скоково            | деревня          | Получено слишком много сущностей из Викиданные. Количество загруженных сущностей: 400/400. |
| 383 | Скребино           | деревня          | Получено слишком много сущностей из Викиданные. Количество загруженных сущностей: 400/400. |
| 384 | Славянка           | деревня          | Получено слишком много сущностей из Викиданные. Количество загруженных сущностей: 400/400. |
| 385 | Соболево           | деревня          | Получено слишком много сущностей из Викиданные. Количество загруженных сущностей: 400/400. |
| 386 | Сокирино           | деревня          | Получено слишком много сущностей из Викиданные. Количество загруженных сущностей: 400/400. |
| 387 | Соколино           | деревня          | Получено слишком много сущностей из Викиданные. Количество загруженных сущностей: 400/400. |
| 388 | Соколье            | деревня          | Получено слишком много сущностей из Викиданные. Количество загруженных сущностей: 400/400. |
| 389 | Соколье            | деревня          | Получено слишком много сущностей из Викиданные. Количество загруженных сущностей: 400/400. |
| 390 | Сопигино           | деревня          | Получено слишком много сущностей из Викиданные. Количество загруженных сущностей: 400/400. |
| 391 | Сосуново           | деревня          | Получено слишком много сущностей из Викиданные. Количество загруженных сущностей: 400/400. |
| 392 | Спелово            | деревня          | Получено слишком много сущностей из Викиданные. Количество загруженных сущностей: 400/400. |
| 393 | Стародевичье       | местечко         | Получено слишком много сущностей из Викиданные. Количество загруженных сущностей: 400/400. |
| 394 | Старцево           | деревня          | Получено слишком много сущностей из Викиданные. Количество загруженных сущностей: 400/400. |
| 395 | Степачево          | деревня          | Получено слишком много сущностей из Викиданные. Количество загруженных сущностей: 400/400. |
| 396 | Степучево          | деревня          | Получено слишком много сущностей из Викиданные. Количество загруженных сущностей: 400/400. |
| 397 | Страхово           | деревня          | Получено слишком много сущностей из Викиданные. Количество загруженных сущностей: 400/400. |
| 398 | Суворово           | деревня          | Получено слишком много сущностей из Викиданные. Количество загруженных сущностей: 400/400. |
| 399 | Суховерхово        | деревня          | Получено слишком много сущностей из Викиданные. Количество загруженных сущностей: 400/400. |
| 400 | Сущево             | деревня          | Получено слишком много сущностей из Викиданные. Количество загруженных сущностей: 400/400. |
| 401 | Сяминское          | деревня          | Получено слишком много сущностей из Викиданные. Количество загруженных сущностей: 400/400. |
| 402 | Талашманиха        | деревня          | Получено слишком много сущностей из Викиданные. Количество загруженных сущностей: 400/400. |
| 403 | Талицы             | село             | Получено слишком много сущностей из Викиданные. Количество загруженных сущностей: 400/400. |
| 404 | Татарово           | деревня          | Получено слишком много сущностей из Викиданные. Количество загруженных сущностей: 400/400. |
| 405 | Татьянино          | деревня          | Получено слишком много сущностей из Викиданные. Количество загруженных сущностей: 400/400. |
| 406 | Тереховская        | деревня          | Получено слишком много сущностей из Викиданные. Количество загруженных сущностей: 400/400. |
| 407 | Теряево            | деревня          | Получено слишком много сущностей из Викиданные. Количество загруженных сущностей: 400/400. |
| 408 | Тимонино           | деревня          | Получено слишком много сущностей из Викиданные. Количество загруженных сущностей: 400/400. |
| 409 | Тимонино           | деревня          | Получено слишком много сущностей из Викиданные. Количество загруженных сущностей: 400/400. |
| 410 | Тимофеево          | деревня          | Получено слишком много сущностей из Викиданные. Количество загруженных сущностей: 400/400. |
| 411 | Титово             | деревня          | Получено слишком много сущностей из Викиданные. Количество загруженных сущностей: 400/400. |
| 412 | Тихонино           | деревня          | Получено слишком много сущностей из Викиданные. Количество загруженных сущностей: 400/400. |
| 413 | Тихоново           | деревня          | Получено слишком много сущностей из Викиданные. Количество загруженных сущностей: 400/400. |
| 414 | Толокняница        | деревня          | Получено слишком много сущностей из Викиданные. Количество загруженных сущностей: 400/400. |
| 415 | Толстик            | деревня          | Получено слишком много сущностей из Викиданные. Количество загруженных сущностей: 400/400. |
| 416 | Топорня            | местечко         | Получено слишком много сущностей из Викиданные. Количество загруженных сущностей: 400/400. |
| 417 | Трофимово          | деревня          | Получено слишком много сущностей из Викиданные. Количество загруженных сущностей: 400/400. |
| 418 | Трофимово          | деревня          | Получено слишком много сущностей из Викиданные. Количество загруженных сущностей: 400/400. |
| 419 | Трофимово          | деревня          | Получено слишком много сущностей из Викиданные. Количество загруженных сущностей: 400/400. |
| 420 | Трунино            | деревня          | Получено слишком много сущностей из Викиданные. Количество загруженных сущностей: 400/400. |
| 421 | Усково             | деревня          | Получено слишком много сущностей из Викиданные. Количество загруженных сущностей: 400/400. |
| 422 | Устье              | деревня          | Получено слишком много сущностей из Викиданные. Количество загруженных сущностей: 400/400. |
| 423 | Устье-Ситское      | деревня          | Получено слишком много сущностей из Викиданные. Количество загруженных сущностей: 400/400. |
| 424 | Федорково          | деревня          | Получено слишком много сущностей из Викиданные. Количество загруженных сущностей: 400/400. |
| 425 | Федотово           | деревня          | Получено слишком много сущностей из Викиданные. Количество загруженных сущностей: 400/400. |
| 426 | Федяево            | деревня          | Получено слишком много сущностей из Викиданные. Количество загруженных сущностей: 400/400. |
| 427 | Ферапонтово        | село             | Получено слишком много сущностей из Викиданные. Количество загруженных сущностей: 400/400. |
| 428 | Фефелово           | деревня          | Получено слишком много сущностей из Викиданные. Количество загруженных сущностей: 400/400. |
| 429 | Фефелово           | деревня          | Получено слишком много сущностей из Викиданные. Количество загруженных сущностей: 400/400. |
| 430 | Филимоново         | деревня          | Получено слишком много сущностей из Викиданные. Количество загруженных сущностей: 400/400. |
| 431 | Филино             | деревня          | Получено слишком много сущностей из Викиданные. Количество загруженных сущностей: 400/400. |
| 432 | Филиппово          | деревня          | Получено слишком много сущностей из Викиданные. Количество загруженных сущностей: 400/400. |
| 433 | Хвощеватик         | деревня          | Получено слишком много сущностей из Викиданные. Количество загруженных сущностей: 400/400. |
| 434 | Хмелевицы          | деревня          | Получено слишком много сущностей из Викиданные. Количество загруженных сущностей: 400/400. |
| 435 | Худяково           | деревня          | Получено слишком много сущностей из Викиданные. Количество загруженных сущностей: 400/400. |
| 436 | Цветково           | деревня          | Получено слишком много сущностей из Викиданные. Количество загруженных сущностей: 400/400. |
| 437 | Ципино             | деревня          | Получено слишком много сущностей из Викиданные. Количество загруженных сущностей: 400/400. |
| 438 | Чарозеро           | село             | Получено слишком много сущностей из Викиданные. Количество загруженных сущностей: 400/400. |
| 439 | Чаронда            | село             | Получено слишком много сущностей из Викиданные. Количество загруженных сущностей: 400/400. |
| 440 | Часовенская        | деревня          | Получено слишком много сущностей из Викиданные. Количество загруженных сущностей: 400/400. |
| 441 | Чаща               | деревня          | Получено слишком много сущностей из Викиданные. Количество загруженных сущностей: 400/400. |
| 442 | Чебунино           | деревня          | Получено слишком много сущностей из Викиданные. Количество загруженных сущностей: 400/400. |
| 443 | Чеваксино          | деревня          | Получено слишком много сущностей из Викиданные. Количество загруженных сущностей: 400/400. |
| 444 | Чекишево           | деревня          | Получено слишком много сущностей из Викиданные. Количество загруженных сущностей: 400/400. |
| 445 | Черницыно          | деревня          | Получено слишком много сущностей из Викиданные. Количество загруженных сущностей: 400/400. |
| 446 | Чирково            | деревня          | Получено слишком много сущностей из Викиданные. Количество загруженных сущностей: 400/400. |
| 447 | Чистый Дор         | деревня          | Получено слишком много сущностей из Викиданные. Количество загруженных сущностей: 400/400. |
| 448 | Чищино             | деревня          | Получено слишком много сущностей из Викиданные. Количество загруженных сущностей: 400/400. |
| 449 | Чуйково            | деревня          | Получено слишком много сущностей из Викиданные. Количество загруженных сущностей: 400/400. |
| 450 | Шаврово            | деревня          | Получено слишком много сущностей из Викиданные. Количество загруженных сущностей: 400/400. |
| 451 | Шевинская          | деревня          | Получено слишком много сущностей из Викиданные. Количество загруженных сущностей: 400/400. |
| 452 | Шексна             | посёлок          | Получено слишком много сущностей из Викиданные. Количество загруженных сущностей: 400/400. |
| 453 | Шидьеро            | деревня          | Получено слишком много сущностей из Викиданные. Количество загруженных сущностей: 400/400. |
| 454 | Шиляково           | деревня          | Получено слишком много сущностей из Викиданные. Количество загруженных сущностей: 400/400. |
| 455 | Шиляково           | деревня          | Получено слишком много сущностей из Викиданные. Количество загруженных сущностей: 400/400. |
| 456 | Шиндалово          | посёлок          | Получено слишком много сущностей из Викиданные. Количество загруженных сущностей: 400/400. |
| 457 | Шишкино            | деревня          | Получено слишком много сущностей из Викиданные. Количество загруженных сущностей: 400/400. |
| 458 | Шлюз № 4           | населённый пункт | Получено слишком много сущностей из Викиданные. Количество загруженных сущностей: 400/400. |
| 459 | Шлюз № 5           | населённый пункт | Получено слишком много сущностей из Викиданные. Количество загруженных сущностей: 400/400. |
| 460 | Шлюз № 6           | населённый пункт | Получено слишком много сущностей из Викиданные. Количество загруженных сущностей: 400/400. |
| 461 | Шортино            | деревня          | Получено слишком много сущностей из Викиданные. Количество загруженных сущностей: 400/400. |
| 462 | Шульгино           | деревня          | Получено слишком много сущностей из Викиданные. Количество загруженных сущностей: 400/400. |
| 463 | Шумилово           | деревня          | Получено слишком много сущностей из Викиданные. Количество загруженных сущностей: 400/400. |
| 464 | Шухтино            | деревня          | Получено слишком много сущностей из Викиданные. Количество загруженных сущностей: 400/400. |
| 465 | Щаниково           | деревня          | Получено слишком много сущностей из Викиданные. Количество загруженных сущностей: 400/400. |
| 466 | Щёлково            | деревня          | Получено слишком много сущностей из Викиданные. Количество загруженных сущностей: 400/400. |
| 467 | Щёлково            | деревня          | Получено слишком много сущностей из Викиданные. Количество загруженных сущностей: 400/400. |
| 468 | Щетинино           | деревня          | Получено слишком много сущностей из Викиданные. Количество загруженных сущностей: 400/400. |
| 469 | Южный              | посёлок          | Получено слишком много сущностей из Викиданные. Количество загруженных сущностей: 400/400. |
| 470 | Юркино             | деревня          | Получено слишком много сущностей из Викиданные. Количество загруженных сущностей: 400/400. |
| 471 | Юсово              | деревня          | Получено слишком много сущностей из Викиданные. Количество загруженных сущностей: 400/400. |
| 472 | Ягрыш              | деревня          | Получено слишком много сущностей из Викиданные. Количество загруженных сущностей: 400/400. |
| 473 | Якшино             | деревня          | Получено слишком много сущностей из Викиданные. Количество загруженных сущностей: 400/400. |
| 474 | Яршево             | деревня          | Получено слишком много сущностей из Викиданные. Количество загруженных сущностей: 400/400. |

### Кичменгско-Городецкий
| №   | Населённый пункт         | Тип     | Население                                                                                  |
| --- | ------------------------ | ------- | ------------------------------------------------------------------------------------------ |
| 1   | Акимово                  | деревня | Получено слишком много сущностей из Викиданные. Количество загруженных сущностей: 400/400. |
| 2   | Аксёновщина              | деревня | Получено слишком много сущностей из Викиданные. Количество загруженных сущностей: 400/400. |
| 3   | Алексеево                | деревня | Получено слишком много сущностей из Викиданные. Количество загруженных сущностей: 400/400. |
| 4   | Алексеево                | деревня | Получено слишком много сущностей из Викиданные. Количество загруженных сущностей: 400/400. |
| 5   | Алферово                 | деревня | Получено слишком много сущностей из Викиданные. Количество загруженных сущностей: 400/400. |
| 6   | Ананино                  | деревня | Получено слишком много сущностей из Викиданные. Количество загруженных сущностей: 400/400. |
| 7   | Анциферово Раменье       | деревня | Получено слишком много сущностей из Викиданные. Количество загруженных сущностей: 400/400. |
| 8   | Артемьевская             | деревня | Получено слишком много сущностей из Викиданные. Количество загруженных сущностей: 400/400. |
| 9   | Бакланово                | деревня | Получено слишком много сущностей из Викиданные. Количество загруженных сущностей: 400/400. |
| 10  | Бакланово                | посёлок | Получено слишком много сущностей из Викиданные. Количество загруженных сущностей: 400/400. |
| 11  | Баклановская Мельница    | деревня | Получено слишком много сущностей из Викиданные. Количество загруженных сущностей: 400/400. |
| 12  | Бакшеев Дор              | деревня | Получено слишком много сущностей из Викиданные. Количество загруженных сущностей: 400/400. |
| 13  | Бараново                 | деревня | Получено слишком много сущностей из Викиданные. Количество загруженных сущностей: 400/400. |
| 14  | Барболино                | деревня | Получено слишком много сущностей из Викиданные. Количество загруженных сущностей: 400/400. |
| 15  | Берег                    | деревня | Получено слишком много сущностей из Викиданные. Количество загруженных сущностей: 400/400. |
| 16  | Березовая Гора           | деревня | Получено слишком много сущностей из Викиданные. Количество загруженных сущностей: 400/400. |
| 17  | Берликово                | деревня | Получено слишком много сущностей из Викиданные. Количество загруженных сущностей: 400/400. |
| 18  | Берсенево                | деревня | Получено слишком много сущностей из Викиданные. Количество загруженных сущностей: 400/400. |
| 19  | Большая Княжая           | деревня | Получено слишком много сущностей из Викиданные. Количество загруженных сущностей: 400/400. |
| 20  | Большая Чирядка          | деревня | Получено слишком много сущностей из Викиданные. Количество загруженных сущностей: 400/400. |
| 21  | Большое Байкалово        | деревня | Получено слишком много сущностей из Викиданные. Количество загруженных сущностей: 400/400. |
| 22  | Большое Бараково         | деревня | Получено слишком много сущностей из Викиданные. Количество загруженных сущностей: 400/400. |
| 23  | Большое Буртаново        | деревня | Получено слишком много сущностей из Викиданные. Количество загруженных сущностей: 400/400. |
| 24  | Большое Лапино           | деревня | Получено слишком много сущностей из Викиданные. Количество загруженных сущностей: 400/400. |
| 25  | Большое Лубозино         | деревня | Получено слишком много сущностей из Викиданные. Количество загруженных сущностей: 400/400. |
| 26  | Большое Пожарово         | деревня | Получено слишком много сущностей из Викиданные. Количество загруженных сущностей: 400/400. |
| 27  | Большое Раменье          | деревня | Получено слишком много сущностей из Викиданные. Количество загруженных сущностей: 400/400. |
| 28  | Большое Сирино           | деревня | Получено слишком много сущностей из Викиданные. Количество загруженных сущностей: 400/400. |
| 29  | Большое Скретнее Раменье | деревня | Получено слишком много сущностей из Викиданные. Количество загруженных сущностей: 400/400. |
| 30  | Большое Хавино           | деревня | Получено слишком много сущностей из Викиданные. Количество загруженных сущностей: 400/400. |
| 31  | Большое Чекавино         | деревня | Получено слишком много сущностей из Викиданные. Количество загруженных сущностей: 400/400. |
| 32  | Большой Дор              | деревня | Получено слишком много сущностей из Викиданные. Количество загруженных сущностей: 400/400. |
| 33  | Брод                     | деревня | Получено слишком много сущностей из Викиданные. Количество загруженных сущностей: 400/400. |
| 34  | Брод                     | деревня | Получено слишком много сущностей из Викиданные. Количество загруженных сущностей: 400/400. |
| 35  | Брюхавица                | деревня | Получено слишком много сущностей из Викиданные. Количество загруженных сущностей: 400/400. |
| 36  | Бурковщина               | деревня | Получено слишком много сущностей из Викиданные. Количество загруженных сущностей: 400/400. |
| 37  | Буряково                 | деревня | Получено слишком много сущностей из Викиданные. Количество загруженных сущностей: 400/400. |
| 38  | Бяково                   | деревня | Получено слишком много сущностей из Викиданные. Количество загруженных сущностей: 400/400. |
| 39  | Ваганово                 | деревня | Получено слишком много сущностей из Викиданные. Количество загруженных сущностей: 400/400. |
| 40  | Васино                   | деревня | Получено слишком много сущностей из Викиданные. Количество загруженных сущностей: 400/400. |
| 41  | Великуша                 | деревня | Получено слишком много сущностей из Викиданные. Количество загруженных сущностей: 400/400. |
| 42  | Верхнее Алтушево         | деревня | Получено слишком много сущностей из Викиданные. Количество загруженных сущностей: 400/400. |
| 43  | Верхнее Исаково          | деревня | Получено слишком много сущностей из Викиданные. Количество загруженных сущностей: 400/400. |
| 44  | Верхнее Никитино         | деревня | Получено слишком много сущностей из Викиданные. Количество загруженных сущностей: 400/400. |
| 45  | Верхнее Поладово         | деревня | Получено слишком много сущностей из Викиданные. Количество загруженных сущностей: 400/400. |
| 46  | Верхнесавинская          | деревня | Получено слишком много сущностей из Викиданные. Количество загруженных сущностей: 400/400. |
| 47  | Верхний Енангск          | село    | Получено слишком много сущностей из Викиданные. Количество загруженных сущностей: 400/400. |
| 48  | Верхняя Ентала           | село    | Получено слишком много сущностей из Викиданные. Количество загруженных сущностей: 400/400. |
| 49  | Верхняя Лукина Гора      | деревня | Получено слишком много сущностей из Викиданные. Количество загруженных сущностей: 400/400. |
| 50  | Веселая                  | деревня | Получено слишком много сущностей из Викиданные. Количество загруженных сущностей: 400/400. |
| 51  | Веселая                  | деревня | Получено слишком много сущностей из Викиданные. Количество загруженных сущностей: 400/400. |
| 52  | Волково                  | деревня | Получено слишком много сущностей из Викиданные. Количество загруженных сущностей: 400/400. |
| 53  | Волостная                | деревня | Получено слишком много сущностей из Викиданные. Количество загруженных сущностей: 400/400. |
| 54  | Воронино                 | деревня | Получено слишком много сущностей из Викиданные. Количество загруженных сущностей: 400/400. |
| 55  | Воронинская              | деревня | Получено слишком много сущностей из Викиданные. Количество загруженных сущностей: 400/400. |
| 56  | Вымол                    | деревня | Получено слишком много сущностей из Викиданные. Количество загруженных сущностей: 400/400. |
| 57  | Выползово                | деревня | Получено слишком много сущностей из Викиданные. Количество загруженных сущностей: 400/400. |
| 58  | Высокая                  | деревня | Получено слишком много сущностей из Викиданные. Количество загруженных сущностей: 400/400. |
| 59  | Гаражи                   | посёлок | Получено слишком много сущностей из Викиданные. Количество загруженных сущностей: 400/400. |
| 60  | Гарь                     | деревня | Получено слишком много сущностей из Викиданные. Количество загруженных сущностей: 400/400. |
| 61  | Глебово                  | деревня | Получено слишком много сущностей из Викиданные. Количество загруженных сущностей: 400/400. |
| 62  | Глебово                  | деревня | Получено слишком много сущностей из Викиданные. Количество загруженных сущностей: 400/400. |
| 63  | Голузино                 | деревня | Получено слишком много сущностей из Викиданные. Количество загруженных сущностей: 400/400. |
| 64  | Гора                     | деревня | Получено слишком много сущностей из Викиданные. Количество загруженных сущностей: 400/400. |
| 65  | Горбово                  | деревня | Получено слишком много сущностей из Викиданные. Количество загруженных сущностей: 400/400. |
| 66  | Горка                    | деревня | Получено слишком много сущностей из Викиданные. Количество загруженных сущностей: 400/400. |
| 67  | Городище                 | деревня | Получено слишком много сущностей из Викиданные. Количество загруженных сущностей: 400/400. |
| 68  | Григорово                | деревня | Получено слишком много сущностей из Викиданные. Количество загруженных сущностей: 400/400. |
| 69  | Григорово                | деревня | Получено слишком много сущностей из Викиданные. Количество загруженных сущностей: 400/400. |
| 70  | Гриденская               | деревня | Получено слишком много сущностей из Викиданные. Количество загруженных сущностей: 400/400. |
| 71  | Громозово                | деревня | Получено слишком много сущностей из Викиданные. Количество загруженных сущностей: 400/400. |
| 72  | Данилово                 | деревня | Получено слишком много сущностей из Викиданные. Количество загруженных сущностей: 400/400. |
| 73  | Даниловская              | деревня | Получено слишком много сущностей из Викиданные. Количество загруженных сущностей: 400/400. |
| 74  | Демино                   | деревня | Получено слишком много сущностей из Викиданные. Количество загруженных сущностей: 400/400. |
| 75  | Долматово                | деревня | Получено слишком много сущностей из Викиданные. Количество загруженных сущностей: 400/400. |
| 76  | Дорожково                | село    | Получено слишком много сущностей из Викиданные. Количество загруженных сущностей: 400/400. |
| 77  | Еловино                  | деревня | Получено слишком много сущностей из Викиданные. Количество загруженных сущностей: 400/400. |
| 78  | Емельянов Дор            | деревня | Получено слишком много сущностей из Викиданные. Количество загруженных сущностей: 400/400. |
| 79  | Ермакова Гарь            | деревня | Получено слишком много сущностей из Викиданные. Количество загруженных сущностей: 400/400. |
| 80  | Ефимово                  | деревня | Получено слишком много сущностей из Викиданные. Количество загруженных сущностей: 400/400. |
| 81  | Жаровиха                 | деревня | Получено слишком много сущностей из Викиданные. Количество загруженных сущностей: 400/400. |
| 82  | Жевнино                  | деревня | Получено слишком много сущностей из Викиданные. Количество загруженных сущностей: 400/400. |
| 83  | Жуково                   | деревня | Получено слишком много сущностей из Викиданные. Количество загруженных сущностей: 400/400. |
| 84  | Заберезник               | деревня | Получено слишком много сущностей из Викиданные. Количество загруженных сущностей: 400/400. |
| 85  | Заберезник               | деревня | Получено слишком много сущностей из Викиданные. Количество загруженных сущностей: 400/400. |
| 86  | Заболотный               | починок | Получено слишком много сущностей из Викиданные. Количество загруженных сущностей: 400/400. |
| 87  | Заборье                  | деревня | Получено слишком много сущностей из Викиданные. Количество загруженных сущностей: 400/400. |
| 88  | Завачуг                  | деревня | Получено слишком много сущностей из Викиданные. Количество загруженных сущностей: 400/400. |
| 89  | Заверкино                | деревня | Получено слишком много сущностей из Викиданные. Количество загруженных сущностей: 400/400. |
| 90  | Заверкино                | деревня | Получено слишком много сущностей из Викиданные. Количество загруженных сущностей: 400/400. |
| 91  | Загарье                  | деревня | Получено слишком много сущностей из Викиданные. Количество загруженных сущностей: 400/400. |
| 92  | Замостовица              | деревня | Получено слишком много сущностей из Викиданные. Количество загруженных сущностей: 400/400. |
| 93  | Заречье                  | деревня | Получено слишком много сущностей из Викиданные. Количество загруженных сущностей: 400/400. |
| 94  | Зарубин Починок          | деревня | Получено слишком много сущностей из Викиданные. Количество загруженных сущностей: 400/400. |
| 95  | Засорино                 | деревня | Получено слишком много сущностей из Викиданные. Количество загруженных сущностей: 400/400. |
| 96  | Засосенье                | деревня | Получено слишком много сущностей из Викиданные. Количество загруженных сущностей: 400/400. |
| 97  | Захарово                 | деревня | Получено слишком много сущностей из Викиданные. Количество загруженных сущностей: 400/400. |
| 98  | Заюжье                   | деревня | Получено слишком много сущностей из Викиданные. Количество загруженных сущностей: 400/400. |
| 99  | Звезда                   | деревня | Получено слишком много сущностей из Викиданные. Количество загруженных сущностей: 400/400. |
| 100 | Ивакино                  | деревня | Получено слишком много сущностей из Викиданные. Количество загруженных сущностей: 400/400. |
| 101 | Исады                    | деревня | Получено слишком много сущностей из Викиданные. Количество загруженных сущностей: 400/400. |
| 102 | Казарино                 | деревня | Получено слишком много сущностей из Викиданные. Количество загруженных сущностей: 400/400. |
| 103 | Каксур                   | деревня | Получено слишком много сущностей из Викиданные. Количество загруженных сущностей: 400/400. |
| 104 | Калеплиха                | деревня | Получено слишком много сущностей из Викиданные. Количество загруженных сущностей: 400/400. |
| 105 | Калинино                 | деревня | Получено слишком много сущностей из Викиданные. Количество загруженных сущностей: 400/400. |
| 106 | Карюг                    | посёлок | Получено слишком много сущностей из Викиданные. Количество загруженных сущностей: 400/400. |
| 107 | Кекур                    | деревня | Получено слишком много сущностей из Викиданные. Количество загруженных сущностей: 400/400. |
| 108 | Кекур                    | деревня | Получено слишком много сущностей из Викиданные. Количество загруженных сущностей: 400/400. |
| 109 | Кильченга                | село    | Получено слишком много сущностей из Викиданные. Количество загруженных сущностей: 400/400. |
| 110 | Киркино                  | деревня | Получено слишком много сущностей из Викиданные. Количество загруженных сущностей: 400/400. |
| 111 | Кичменгский Городок      | село    | Получено слишком много сущностей из Викиданные. Количество загруженных сущностей: 400/400. |
| 112 | Кичменьга                | село    | Получено слишком много сущностей из Викиданные. Количество загруженных сущностей: 400/400. |
| 113 | Клепиково                | деревня | Получено слишком много сущностей из Викиданные. Количество загруженных сущностей: 400/400. |
| 114 | Климово                  | деревня | Получено слишком много сущностей из Викиданные. Количество загруженных сущностей: 400/400. |
| 115 | Климовщина               | деревня | Получено слишком много сущностей из Викиданные. Количество загруженных сущностей: 400/400. |
| 116 | Климовщина               | деревня | Получено слишком много сущностей из Викиданные. Количество загруженных сущностей: 400/400. |
| 117 | Клюкино                  | деревня | Получено слишком много сущностей из Викиданные. Количество загруженных сущностей: 400/400. |
| 118 | Княжигора                | деревня | Получено слишком много сущностей из Викиданные. Количество загруженных сущностей: 400/400. |
| 119 | Кобылкино                | деревня | Получено слишком много сущностей из Викиданные. Количество загруженных сущностей: 400/400. |
| 120 | Кобыльск                 | село    | Получено слишком много сущностей из Викиданные. Количество загруженных сущностей: 400/400. |
| 121 | Колотовщина              | деревня | Получено слишком много сущностей из Викиданные. Количество загруженных сущностей: 400/400. |
| 122 | Кондратово               | деревня | Получено слишком много сущностей из Викиданные. Количество загруженных сущностей: 400/400. |
| 123 | Конец                    | деревня | Получено слишком много сущностей из Викиданные. Количество загруженных сущностей: 400/400. |
| 124 | Конищево                 | деревня | Получено слишком много сущностей из Викиданные. Количество загруженных сущностей: 400/400. |
| 125 | Контиево                 | деревня | Получено слишком много сущностей из Викиданные. Количество загруженных сущностей: 400/400. |
| 126 | Коркин Дор               | деревня | Получено слишком много сущностей из Викиданные. Количество загруженных сущностей: 400/400. |
| 127 | Коряково                 | деревня | Получено слишком много сущностей из Викиданные. Количество загруженных сущностей: 400/400. |
| 128 | Коряково                 | деревня | Получено слишком много сущностей из Викиданные. Количество загруженных сущностей: 400/400. |
| 129 | Коряковская              | деревня | Получено слишком много сущностей из Викиданные. Количество загруженных сущностей: 400/400. |
| 130 | Коряковщина              | деревня | Получено слишком много сущностей из Викиданные. Количество загруженных сущностей: 400/400. |
| 131 | Косково                  | деревня | Получено слишком много сущностей из Викиданные. Количество загруженных сущностей: 400/400. |
| 132 | Косково                  | село    | Получено слишком много сущностей из Викиданные. Количество загруженных сущностей: 400/400. |
| 133 | Костылево                | деревня | Получено слишком много сущностей из Викиданные. Количество загруженных сущностей: 400/400. |
| 134 | Котельново               | деревня | Получено слишком много сущностей из Викиданные. Количество загруженных сущностей: 400/400. |
| 135 | Крадихино                | деревня | Получено слишком много сущностей из Викиданные. Количество загруженных сущностей: 400/400. |
| 136 | Крадихино                | посёлок | Получено слишком много сущностей из Викиданные. Количество загруженных сущностей: 400/400. |
| 137 | Красавино-1              | деревня | Получено слишком много сущностей из Викиданные. Количество загруженных сущностей: 400/400. |
| 138 | Красавино-2              | деревня | Получено слишком много сущностей из Викиданные. Количество загруженных сущностей: 400/400. |
| 139 | Красная Гора             | деревня | Получено слишком много сущностей из Викиданные. Количество загруженных сущностей: 400/400. |
| 140 | Красное Село             | деревня | Получено слишком много сущностей из Викиданные. Количество загруженных сущностей: 400/400. |
| 141 | Кропачево                | деревня | Получено слишком много сущностей из Викиданные. Количество загруженных сущностей: 400/400. |
| 142 | Крохалево                | деревня | Получено слишком много сущностей из Викиданные. Количество загруженных сущностей: 400/400. |
| 143 | Кряж                     | деревня | Получено слишком много сущностей из Викиданные. Количество загруженных сущностей: 400/400. |
| 144 | Кузьмино                 | деревня | Получено слишком много сущностей из Викиданные. Количество загруженных сущностей: 400/400. |
| 145 | Кузьминская              | деревня | Получено слишком много сущностей из Викиданные. Количество загруженных сущностей: 400/400. |
| 146 | Кузюг                    | деревня | Получено слишком много сущностей из Викиданные. Количество загруженных сущностей: 400/400. |
| 147 | Курденга                 | деревня | Получено слишком много сущностей из Викиданные. Количество загруженных сущностей: 400/400. |
| 148 | Курденга                 | деревня | Получено слишком много сущностей из Викиданные. Количество загруженных сущностей: 400/400. |
| 149 | Курилово                 | деревня | Получено слишком много сущностей из Викиданные. Количество загруженных сущностей: 400/400. |
| 150 | Курилово                 | деревня | Получено слишком много сущностей из Викиданные. Количество загруженных сущностей: 400/400. |
| 151 | Куфтино                  | деревня | Получено слишком много сущностей из Викиданные. Количество загруженных сущностей: 400/400. |
| 152 | Лаврово                  | деревня | Получено слишком много сущностей из Викиданные. Количество загруженных сущностей: 400/400. |
| 153 | Лаптюг                   | посёлок | Получено слишком много сущностей из Викиданные. Количество загруженных сущностей: 400/400. |
| 154 | Ласкино                  | деревня | Получено слишком много сущностей из Викиданные. Количество загруженных сущностей: 400/400. |
| 155 | Леонтьевщина             | деревня | Получено слишком много сущностей из Викиданные. Количество загруженных сущностей: 400/400. |
| 156 | Лешуковщина              | деревня | Получено слишком много сущностей из Викиданные. Количество загруженных сущностей: 400/400. |
| 157 | Лисицыно                 | деревня | Получено слишком много сущностей из Викиданные. Количество загруженных сущностей: 400/400. |
| 158 | Лобаново                 | деревня | Получено слишком много сущностей из Викиданные. Количество загруженных сущностей: 400/400. |
| 159 | Лупачево                 | деревня | Получено слишком много сущностей из Викиданные. Количество загруженных сущностей: 400/400. |
| 160 | Лыченица                 | деревня | Получено слишком много сущностей из Викиданные. Количество загруженных сущностей: 400/400. |
| 161 | Лычное Раменье           | деревня | Получено слишком много сущностей из Викиданные. Количество загруженных сущностей: 400/400. |
| 162 | Лычный                   | починок | Получено слишком много сущностей из Викиданные. Количество загруженных сущностей: 400/400. |
| 163 | Макарово                 | деревня | Получено слишком много сущностей из Викиданные. Количество загруженных сущностей: 400/400. |
| 164 | Максимовщина             | деревня | Получено слишком много сущностей из Викиданные. Количество загруженных сущностей: 400/400. |
| 165 | Малая Княжая             | деревня | Получено слишком много сущностей из Викиданные. Количество загруженных сущностей: 400/400. |
| 166 | Малая Курденга           | деревня | Получено слишком много сущностей из Викиданные. Количество загруженных сущностей: 400/400. |
| 167 | Малая Чирядка            | деревня | Получено слишком много сущностей из Викиданные. Количество загруженных сущностей: 400/400. |
| 168 | Малиновица               | деревня | Получено слишком много сущностей из Викиданные. Количество загруженных сущностей: 400/400. |
| 169 | Малиновка                | деревня | Получено слишком много сущностей из Викиданные. Количество загруженных сущностей: 400/400. |
| 170 | Малое Байкалово          | деревня | Получено слишком много сущностей из Викиданные. Количество загруженных сущностей: 400/400. |
| 171 | Малое Бараково           | деревня | Получено слишком много сущностей из Викиданные. Количество загруженных сущностей: 400/400. |
| 172 | Малое Лапино             | деревня | Получено слишком много сущностей из Викиданные. Количество загруженных сущностей: 400/400. |
| 173 | Малое Пожарово           | деревня | Получено слишком много сущностей из Викиданные. Количество загруженных сущностей: 400/400. |
| 174 | Малое Раменье            | деревня | Получено слишком много сущностей из Викиданные. Количество загруженных сущностей: 400/400. |
| 175 | Малое Сирино             | деревня | Получено слишком много сущностей из Викиданные. Количество загруженных сущностей: 400/400. |
| 176 | Малое Скретнее Раменье   | деревня | Получено слишком много сущностей из Викиданные. Количество загруженных сущностей: 400/400. |
| 177 | Малый Дор                | деревня | Получено слишком много сущностей из Викиданные. Количество загруженных сущностей: 400/400. |
| 178 | Маншино                  | деревня | Получено слишком много сущностей из Викиданные. Количество загруженных сущностей: 400/400. |
| 179 | Мариевский Выселок       | деревня | Получено слишком много сущностей из Викиданные. Количество загруженных сущностей: 400/400. |
| 180 | Мартыново                | деревня | Получено слишком много сущностей из Викиданные. Количество загруженных сущностей: 400/400. |
| 181 | Маслово                  | деревня | Получено слишком много сущностей из Викиданные. Количество загруженных сущностей: 400/400. |
| 182 | Маслово                  | деревня | Получено слишком много сущностей из Викиданные. Количество загруженных сущностей: 400/400. |
| 183 | Матасово                 | деревня | Получено слишком много сущностей из Викиданные. Количество загруженных сущностей: 400/400. |
| 184 | Матино                   | деревня | Получено слишком много сущностей из Викиданные. Количество загруженных сущностей: 400/400. |
| 185 | Митенева Гора            | деревня | Получено слишком много сущностей из Викиданные. Количество загруженных сущностей: 400/400. |
| 186 | Митино                   | деревня | Получено слишком много сущностей из Викиданные. Количество загруженных сущностей: 400/400. |
| 187 | Михеево                  | деревня | Получено слишком много сущностей из Викиданные. Количество загруженных сущностей: 400/400. |
| 188 | Мичино                   | деревня | Получено слишком много сущностей из Викиданные. Количество загруженных сущностей: 400/400. |
| 189 | Мокрушино                | деревня | Получено слишком много сущностей из Викиданные. Количество загруженных сущностей: 400/400. |
| 190 | Мондур                   | деревня | Получено слишком много сущностей из Викиданные. Количество загруженных сущностей: 400/400. |
| 191 | Мостовица                | посёлок | Получено слишком много сущностей из Викиданные. Количество загруженных сущностей: 400/400. |
| 192 | Мысликово                | деревня | Получено слишком много сущностей из Викиданные. Количество загруженных сущностей: 400/400. |
| 193 | Мякинная                 | деревня | Получено слишком много сущностей из Викиданные. Количество загруженных сущностей: 400/400. |
| 194 | Наболотная Гарь          | деревня | Получено слишком много сущностей из Викиданные. Количество загруженных сущностей: 400/400. |
| 195 | Наволок                  | деревня | Получено слишком много сущностей из Викиданные. Количество загруженных сущностей: 400/400. |
| 196 | Наволок                  | деревня | Получено слишком много сущностей из Викиданные. Количество загруженных сущностей: 400/400. |
| 197 | Наволок                  | деревня | Получено слишком много сущностей из Викиданные. Количество загруженных сущностей: 400/400. |
| 198 | Надеевщина               | деревня | Получено слишком много сущностей из Викиданные. Количество загруженных сущностей: 400/400. |
| 199 | Находка                  | деревня | Получено слишком много сущностей из Викиданные. Количество загруженных сущностей: 400/400. |
| 200 | Недуброво                | деревня | Получено слишком много сущностей из Викиданные. Количество загруженных сущностей: 400/400. |
| 201 | Некипелово               | деревня | Получено слишком много сущностей из Викиданные. Количество загруженных сущностей: 400/400. |
| 202 | Некрасовщина             | деревня | Получено слишком много сущностей из Викиданные. Количество загруженных сущностей: 400/400. |
| 203 | Неповица                 | деревня | Получено слишком много сущностей из Викиданные. Количество загруженных сущностей: 400/400. |
| 204 | Нива                     | деревня | Получено слишком много сущностей из Викиданные. Количество загруженных сущностей: 400/400. |
| 205 | Нижнее Ворово            | деревня | Получено слишком много сущностей из Викиданные. Количество загруженных сущностей: 400/400. |
| 206 | Нижнее Исаково           | деревня | Получено слишком много сущностей из Викиданные. Количество загруженных сущностей: 400/400. |
| 207 | Нижнее Никитино          | деревня | Получено слишком много сущностей из Викиданные. Количество загруженных сущностей: 400/400. |
| 208 | Нижнее Сергеево          | деревня | Получено слишком много сущностей из Викиданные. Количество загруженных сущностей: 400/400. |
| 209 | Нижний Енангск           | село    | Получено слишком много сущностей из Викиданные. Количество загруженных сущностей: 400/400. |
| 210 | Нижняя Ентала            | село    | Получено слишком много сущностей из Викиданные. Количество загруженных сущностей: 400/400. |
| 211 | Нижняя Лукина Гора       | деревня | Получено слишком много сущностей из Викиданные. Количество загруженных сущностей: 400/400. |
| 212 | Новая Шиловщина          | деревня | Получено слишком много сущностей из Викиданные. Количество загруженных сущностей: 400/400. |
| 213 | Ново-Георгиевское        | село    | Получено слишком много сущностей из Викиданные. Количество загруженных сущностей: 400/400. |
| 214 | Новосёлово               | деревня | Получено слишком много сущностей из Викиданные. Количество загруженных сущностей: 400/400. |
| 215 | Новоселово               | деревня | Получено слишком много сущностей из Викиданные. Количество загруженных сущностей: 400/400. |
| 216 | Новоселово               | деревня | Получено слишком много сущностей из Викиданные. Количество загруженных сущностей: 400/400. |
| 217 | Обакино                  | деревня | Получено слишком много сущностей из Викиданные. Количество загруженных сущностей: 400/400. |
| 218 | Овсянниково              | деревня | Получено слишком много сущностей из Викиданные. Количество загруженных сущностей: 400/400. |
| 219 | Огрызково                | деревня | Получено слишком много сущностей из Викиданные. Количество загруженных сущностей: 400/400. |
| 220 | Окинин Дор               | деревня | Получено слишком много сущностей из Викиданные. Количество загруженных сущностей: 400/400. |
| 221 | Окулово                  | деревня | Получено слишком много сущностей из Викиданные. Количество загруженных сущностей: 400/400. |
| 222 | Оленево                  | деревня | Получено слишком много сущностей из Викиданные. Количество загруженных сущностей: 400/400. |
| 223 | Олюшино                  | деревня | Получено слишком много сущностей из Викиданные. Количество загруженных сущностей: 400/400. |
| 224 | Олятово                  | деревня | Получено слишком много сущностей из Викиданные. Количество загруженных сущностей: 400/400. |
| 225 | Омут                     | деревня | Получено слишком много сущностей из Викиданные. Количество загруженных сущностей: 400/400. |
| 226 | Онохово                  | деревня | Получено слишком много сущностей из Викиданные. Количество загруженных сущностей: 400/400. |
| 227 | Осатово-Раменье          | деревня | Получено слишком много сущностей из Викиданные. Количество загруженных сущностей: 400/400. |
| 228 | Павлово                  | деревня | Получено слишком много сущностей из Викиданные. Количество загруженных сущностей: 400/400. |
| 229 | Павловская               | деревня | Получено слишком много сущностей из Викиданные. Количество загруженных сущностей: 400/400. |
| 230 | Падерино                 | деревня | Получено слишком много сущностей из Викиданные. Количество загруженных сущностей: 400/400. |
| 231 | Палутино                 | деревня | Получено слишком много сущностей из Викиданные. Количество загруженных сущностей: 400/400. |
| 232 | Паново                   | деревня | Получено слишком много сущностей из Викиданные. Количество загруженных сущностей: 400/400. |
| 233 | Пахомово                 | деревня | Получено слишком много сущностей из Викиданные. Количество загруженных сущностей: 400/400. |
| 234 | Пелягинец                | деревня | Получено слишком много сущностей из Викиданные. Количество загруженных сущностей: 400/400. |
| 235 | Петраково                | деревня | Получено слишком много сущностей из Викиданные. Количество загруженных сущностей: 400/400. |
| 236 | Петрянино                | деревня | Получено слишком много сущностей из Викиданные. Количество загруженных сущностей: 400/400. |
| 237 | Плесо                    | деревня | Получено слишком много сущностей из Викиданные. Количество загруженных сущностей: 400/400. |
| 238 | Плоская                  | деревня | Получено слишком много сущностей из Викиданные. Количество загруженных сущностей: 400/400. |
| 239 | Плостиево                | деревня | Получено слишком много сущностей из Викиданные. Количество загруженных сущностей: 400/400. |
| 240 | Плотниха                 | деревня | Получено слишком много сущностей из Викиданные. Количество загруженных сущностей: 400/400. |
| 241 | Погудино                 | деревня | Получено слишком много сущностей из Викиданные. Количество загруженных сущностей: 400/400. |
| 242 | Подволочье               | деревня | Получено слишком много сущностей из Викиданные. Количество загруженных сущностей: 400/400. |
| 243 | Подволочье               | деревня | Получено слишком много сущностей из Викиданные. Количество загруженных сущностей: 400/400. |
| 244 | Подволочье               | деревня | Получено слишком много сущностей из Викиданные. Количество загруженных сущностей: 400/400. |
| 245 | Подгорка                 | деревня | Получено слишком много сущностей из Викиданные. Количество загруженных сущностей: 400/400. |
| 246 | Подгородье               | деревня | Получено слишком много сущностей из Викиданные. Количество загруженных сущностей: 400/400. |
| 247 | Подгорье                 | село    | Получено слишком много сущностей из Викиданные. Количество загруженных сущностей: 400/400. |
| 248 | Подгривье                | деревня | Получено слишком много сущностей из Викиданные. Количество загруженных сущностей: 400/400. |
| 249 | Подлесово                | деревня | Получено слишком много сущностей из Викиданные. Количество загруженных сущностей: 400/400. |
| 250 | Подол                    | деревня | Получено слишком много сущностей из Викиданные. Количество загруженных сущностей: 400/400. |
| 251 | Подол                    | деревня | Получено слишком много сущностей из Викиданные. Количество загруженных сущностей: 400/400. |
| 252 | Подол                    | деревня | Получено слишком много сущностей из Викиданные. Количество загруженных сущностей: 400/400. |
| 253 | Подол                    | деревня | Получено слишком много сущностей из Викиданные. Количество загруженных сущностей: 400/400. |
| 254 | Половищенский            | починок | Получено слишком много сущностей из Викиданные. Количество загруженных сущностей: 400/400. |
| 255 | Помеловка                | деревня | Получено слишком много сущностей из Викиданные. Количество загруженных сущностей: 400/400. |
| 256 | Попово                   | деревня | Получено слишком много сущностей из Викиданные. Количество загруженных сущностей: 400/400. |
| 257 | Порядневщина             | деревня | Получено слишком много сущностей из Викиданные. Количество загруженных сущностей: 400/400. |
| 258 | Привольная               | деревня | Получено слишком много сущностей из Викиданные. Количество загруженных сущностей: 400/400. |
| 259 | Прилук                   | деревня | Получено слишком много сущностей из Викиданные. Количество загруженных сущностей: 400/400. |
| 260 | Прилуково                | деревня | Получено слишком много сущностей из Викиданные. Количество загруженных сущностей: 400/400. |
| 261 | Пронино                  | деревня | Получено слишком много сущностей из Викиданные. Количество загруженных сущностей: 400/400. |
| 262 | Пузово                   | деревня | Получено слишком много сущностей из Викиданные. Количество загруженных сущностей: 400/400. |
| 263 | Раменье                  | деревня | Получено слишком много сущностей из Викиданные. Количество загруженных сущностей: 400/400. |
| 264 | Рассомахино              | деревня | Получено слишком много сущностей из Викиданные. Количество загруженных сущностей: 400/400. |
| 265 | Решетниково              | деревня | Получено слишком много сущностей из Викиданные. Количество загруженных сущностей: 400/400. |
| 266 | Россоулинская            | деревня | Получено слишком много сущностей из Викиданные. Количество загруженных сущностей: 400/400. |
| 267 | Рудниково                | деревня | Получено слишком много сущностей из Викиданные. Количество загруженных сущностей: 400/400. |
| 268 | Рыбино                   | деревня | Получено слишком много сущностей из Викиданные. Количество загруженных сущностей: 400/400. |
| 269 | Рыжухино                 | деревня | Получено слишком много сущностей из Викиданные. Количество загруженных сущностей: 400/400. |
| 270 | Рябево                   | деревня | Получено слишком много сущностей из Викиданные. Количество загруженных сущностей: 400/400. |
| 271 | Рябиновщина              | деревня | Получено слишком много сущностей из Викиданные. Количество загруженных сущностей: 400/400. |
| 272 | Савино                   | деревня | Получено слишком много сущностей из Викиданные. Количество загруженных сущностей: 400/400. |
| 273 | Самылово                 | деревня | Получено слишком много сущностей из Викиданные. Количество загруженных сущностей: 400/400. |
| 274 | Сараево                  | село    | Получено слишком много сущностей из Викиданные. Количество загруженных сущностей: 400/400. |
| 275 | Сармас                   | посёлок | Получено слишком много сущностей из Викиданные. Количество загруженных сущностей: 400/400. |
| 276 | Светица                  | село    | Получено слишком много сущностей из Викиданные. Количество загруженных сущностей: 400/400. |
| 277 | Север                    | деревня | Получено слишком много сущностей из Викиданные. Количество загруженных сущностей: 400/400. |
| 278 | Селиваново               | деревня | Получено слишком много сущностей из Викиданные. Количество загруженных сущностей: 400/400. |
| 279 | Селище                   | деревня | Получено слишком много сущностей из Викиданные. Количество загруженных сущностей: 400/400. |
| 280 | Семенцев Дор             | деревня | Получено слишком много сущностей из Викиданные. Количество загруженных сущностей: 400/400. |
| 281 | Сергеево                 | деревня | Получено слишком много сущностей из Викиданные. Количество загруженных сущностей: 400/400. |
| 282 | Сивцево                  | деревня | Получено слишком много сущностей из Викиданные. Количество загруженных сущностей: 400/400. |
| 283 | Сигово                   | деревня | Получено слишком много сущностей из Викиданные. Количество загруженных сущностей: 400/400. |
| 284 | Сирино                   | деревня | Получено слишком много сущностей из Викиданные. Количество загруженных сущностей: 400/400. |
| 285 | Скородум                 | деревня | Получено слишком много сущностей из Викиданные. Количество загруженных сущностей: 400/400. |
| 286 | Скорюково                | деревня | Получено слишком много сущностей из Викиданные. Количество загруженных сущностей: 400/400. |
| 287 | Слобода                  | деревня | Получено слишком много сущностей из Викиданные. Количество загруженных сущностей: 400/400. |
| 288 | Слободка                 | село    | Получено слишком много сущностей из Викиданные. Количество загруженных сущностей: 400/400. |
| 289 | Слуда                    | деревня | Получено слишком много сущностей из Викиданные. Количество загруженных сущностей: 400/400. |
| 290 | Слуда                    | деревня | Получено слишком много сущностей из Викиданные. Количество загруженных сущностей: 400/400. |
| 291 | Смольянка                | деревня | Получено слишком много сущностей из Викиданные. Количество загруженных сущностей: 400/400. |
| 292 | Солонихино               | деревня | Получено слишком много сущностей из Викиданные. Количество загруженных сущностей: 400/400. |
| 293 | Сорокино                 | деревня | Получено слишком много сущностей из Викиданные. Количество загруженных сущностей: 400/400. |
| 294 | Спировская               | деревня | Получено слишком много сущностей из Викиданные. Количество загруженных сущностей: 400/400. |
| 295 | Спицыно                  | деревня | Получено слишком много сущностей из Викиданные. Количество загруженных сущностей: 400/400. |
| 296 | Старая Шиловщина         | деревня | Получено слишком много сущностей из Викиданные. Количество загруженных сущностей: 400/400. |
| 297 | Степурино                | деревня | Получено слишком много сущностей из Викиданные. Количество загруженных сущностей: 400/400. |
| 298 | Судническая Гора         | деревня | Получено слишком много сущностей из Викиданные. Количество загруженных сущностей: 400/400. |
| 299 | Сушники                  | деревня | Получено слишком много сущностей из Викиданные. Количество загруженных сущностей: 400/400. |
| 300 | Сычиха                   | деревня | Получено слишком много сущностей из Викиданные. Количество загруженных сущностей: 400/400. |
| 301 | Тарасово                 | деревня | Получено слишком много сущностей из Викиданные. Количество загруженных сущностей: 400/400. |
| 302 | Татариново               | деревня | Получено слишком много сущностей из Викиданные. Количество загруженных сущностей: 400/400. |
| 303 | Тафтинский Наволок       | деревня | Получено слишком много сущностей из Викиданные. Количество загруженных сущностей: 400/400. |
| 304 | Ташериха                 | деревня | Получено слишком много сущностей из Викиданные. Количество загруженных сущностей: 400/400. |
| 305 | Терехино                 | деревня | Получено слишком много сущностей из Викиданные. Количество загруженных сущностей: 400/400. |
| 306 | Тереховица               | деревня | Получено слишком много сущностей из Викиданные. Количество загруженных сущностей: 400/400. |
| 307 | Титовщина                | деревня | Получено слишком много сущностей из Викиданные. Количество загруженных сущностей: 400/400. |
| 308 | Токарево                 | деревня | Получено слишком много сущностей из Викиданные. Количество загруженных сущностей: 400/400. |
| 309 | Торопово                 | деревня | Получено слишком много сущностей из Викиданные. Количество загруженных сущностей: 400/400. |
| 310 | Трубовщина               | деревня | Получено слишком много сущностей из Викиданные. Количество загруженных сущностей: 400/400. |
| 311 | Труфаново                | деревня | Получено слишком много сущностей из Викиданные. Количество загруженных сущностей: 400/400. |
| 312 | Угол                     | деревня | Получено слишком много сущностей из Викиданные. Количество загруженных сущностей: 400/400. |
| 313 | Усть-Сямженец            | деревня | Получено слишком много сущностей из Викиданные. Количество загруженных сущностей: 400/400. |
| 314 | Устье Харюзово           | посёлок | Получено слишком много сущностей из Викиданные. Количество загруженных сущностей: 400/400. |
| 315 | Устьенская               | деревня | Получено слишком много сущностей из Викиданные. Количество загруженных сущностей: 400/400. |
| 316 | Ушаково                  | деревня | Получено слишком много сущностей из Викиданные. Количество загруженных сущностей: 400/400. |
| 317 | Федюнинская              | деревня | Получено слишком много сущностей из Викиданные. Количество загруженных сущностей: 400/400. |
| 318 | Фоминский                | починок | Получено слишком много сущностей из Викиданные. Количество загруженных сущностей: 400/400. |
| 319 | Харюково                 | деревня | Получено слишком много сущностей из Викиданные. Количество загруженных сущностей: 400/400. |
| 320 | Холка                    | деревня | Получено слишком много сущностей из Викиданные. Количество загруженных сущностей: 400/400. |
| 321 | Хохлово                  | починок | Получено слишком много сущностей из Викиданные. Количество загруженных сущностей: 400/400. |
| 322 | Чёрная                   | деревня | Получено слишком много сущностей из Викиданные. Количество загруженных сущностей: 400/400. |
| 323 | Четряково                | деревня | Получено слишком много сущностей из Викиданные. Количество загруженных сущностей: 400/400. |
| 324 | Чешковщина               | деревня | Получено слишком много сущностей из Викиданные. Количество загруженных сущностей: 400/400. |
| 325 | Чупово                   | деревня | Получено слишком много сущностей из Викиданные. Количество загруженных сущностей: 400/400. |
| 326 | Чуров Починок            | село    | Получено слишком много сущностей из Викиданные. Количество загруженных сущностей: 400/400. |
| 327 | Шартаново                | деревня | Получено слишком много сущностей из Викиданные. Количество загруженных сущностей: 400/400. |
| 328 | Шатенево                 | деревня | Получено слишком много сущностей из Викиданные. Количество загруженных сущностей: 400/400. |
| 329 | Шеломец                  | деревня | Получено слишком много сущностей из Викиданные. Количество загруженных сущностей: 400/400. |
| 330 | Шелыгино                 | деревня | Получено слишком много сущностей из Викиданные. Количество загруженных сущностей: 400/400. |
| 331 | Шелыгино                 | деревня | Получено слишком много сущностей из Викиданные. Количество загруженных сущностей: 400/400. |
| 332 | Шемячкино                | деревня | Получено слишком много сущностей из Викиданные. Количество загруженных сущностей: 400/400. |
| 333 | Шестаково                | деревня | Получено слишком много сущностей из Викиданные. Количество загруженных сущностей: 400/400. |
| 334 | Шилово                   | деревня | Получено слишком много сущностей из Викиданные. Количество загруженных сущностей: 400/400. |
| 335 | Ширяево                  | деревня | Получено слишком много сущностей из Викиданные. Количество загруженных сущностей: 400/400. |
| 336 | Шонга                    | село    | Получено слишком много сущностей из Викиданные. Количество загруженных сущностей: 400/400. |
| 337 | Щепелино                 | деревня | Получено слишком много сущностей из Викиданные. Количество загруженных сущностей: 400/400. |
| 338 | Югский                   | посёлок | Получено слишком много сущностей из Викиданные. Количество загруженных сущностей: 400/400. |
| 339 | Юшково                   | деревня | Получено слишком много сущностей из Викиданные. Количество загруженных сущностей: 400/400. |
| 340 | Юшково                   | деревня | Получено слишком много сущностей из Викиданные. Количество загруженных сущностей: 400/400. |
| 341 | Якшинская                | деревня | Получено слишком много сущностей из Викиданные. Количество загруженных сущностей: 400/400. |

### Междуреченский
| №   | Населённый пункт | Тип     | Население                                                                                  |
| --- | ---------------- | ------- | ------------------------------------------------------------------------------------------ |
| 1   | Аксентово        | деревня | Получено слишком много сущностей из Викиданные. Количество загруженных сущностей: 400/400. |
| 2   | Акуловское       | деревня | Получено слишком много сущностей из Викиданные. Количество загруженных сущностей: 400/400. |
| 3   | Александровка    | деревня | Получено слишком много сущностей из Викиданные. Количество загруженных сущностей: 400/400. |
| 4   | Алексеево        | деревня | Получено слишком много сущностей из Викиданные. Количество загруженных сущностей: 400/400. |
| 5   | Антропьево       | деревня | Получено слишком много сущностей из Викиданные. Количество загруженных сущностей: 400/400. |
| 6   | Артемьево        | деревня | Получено слишком много сущностей из Викиданные. Количество загруженных сущностей: 400/400. |
| 7   | Афанасово        | деревня | Получено слишком много сущностей из Викиданные. Количество загруженных сущностей: 400/400. |
| 8   | Большое Макарово | деревня | Получено слишком много сущностей из Викиданные. Количество загруженных сущностей: 400/400. |
| 9   | Борщевка         | деревня | Получено слишком много сущностей из Викиданные. Количество загруженных сущностей: 400/400. |
| 10  | Ботаново         | село    | Получено слишком много сущностей из Викиданные. Количество загруженных сущностей: 400/400. |
| 11  | Брунчаково       | деревня | Получено слишком много сущностей из Викиданные. Количество загруженных сущностей: 400/400. |
| 12  | Букино           | деревня | Получено слишком много сущностей из Викиданные. Количество загруженных сущностей: 400/400. |
| 13  | Васькино         | деревня | Получено слишком много сущностей из Викиданные. Количество загруженных сущностей: 400/400. |
| 14  | Вахрушево        | деревня | Получено слишком много сущностей из Викиданные. Количество загруженных сущностей: 400/400. |
| 15  | Верхний Починок  | деревня |                                                                                            |
| 16  | Воинское         | деревня | Получено слишком много сущностей из Викиданные. Количество загруженных сущностей: 400/400. |
| 17  | Волташ           | деревня | Получено слишком много сущностей из Викиданные. Количество загруженных сущностей: 400/400. |
| 18  | Воробейцево      | деревня | Получено слишком много сущностей из Викиданные. Количество загруженных сущностей: 400/400. |
| 19  | Воробьёво        | деревня | Получено слишком много сущностей из Викиданные. Количество загруженных сущностей: 400/400. |
| 20  | Врагово          | деревня | Получено слишком много сущностей из Викиданные. Количество загруженных сущностей: 400/400. |
| 21  | Высоково         | деревня | Получено слишком много сущностей из Викиданные. Количество загруженных сущностей: 400/400. |
| 22  | Гаврилищево      | деревня | Получено слишком много сущностей из Викиданные. Количество загруженных сущностей: 400/400. |
| 23  | Гаврилково       | деревня | Получено слишком много сущностей из Викиданные. Количество загруженных сущностей: 400/400. |
| 24  | Голуби           | деревня | Получено слишком много сущностей из Викиданные. Количество загруженных сущностей: 400/400. |
| 25  | Грехневка        | деревня | Получено слишком много сущностей из Викиданные. Количество загруженных сущностей: 400/400. |
| 26  | Гузарево         | деревня | Получено слишком много сущностей из Викиданные. Количество загруженных сущностей: 400/400. |
| 27  | Дачное           | деревня | Получено слишком много сущностей из Викиданные. Количество загруженных сущностей: 400/400. |
| 28  | Двиница          | посёлок | Получено слишком много сущностей из Викиданные. Количество загруженных сущностей: 400/400. |
| 29  | Дор              | деревня | Получено слишком много сущностей из Викиданные. Количество загруженных сущностей: 400/400. |
| 30  | Дороватка        | деревня | Получено слишком много сущностей из Викиданные. Количество загруженных сущностей: 400/400. |
| 31  | Дьяконово        | деревня | Получено слишком много сущностей из Викиданные. Количество загруженных сущностей: 400/400. |
| 32  | Егорье           | село    | Получено слишком много сущностей из Викиданные. Количество загруженных сущностей: 400/400. |
| 33  | Екимково         | деревня | Получено слишком много сущностей из Викиданные. Количество загруженных сущностей: 400/400. |
| 34  | Ершово           | деревня | Получено слишком много сущностей из Викиданные. Количество загруженных сущностей: 400/400. |
| 35  | Жидовиново       | деревня | Получено слишком много сущностей из Викиданные. Количество загруженных сущностей: 400/400. |
| 36  | Заречье          | деревня | Получено слишком много сущностей из Викиданные. Количество загруженных сущностей: 400/400. |
| 37  | Засухино         | деревня | Получено слишком много сущностей из Викиданные. Количество загруженных сущностей: 400/400. |
| 38  | Змейцыно         | деревня | Получено слишком много сущностей из Викиданные. Количество загруженных сущностей: 400/400. |
| 39  | Знаменское       | посёлок | Получено слишком много сущностей из Викиданные. Количество загруженных сущностей: 400/400. |
| 40  | Иванищево        | деревня | Получено слишком много сущностей из Викиданные. Количество загруженных сущностей: 400/400. |
| 41  | Иваньково        | село    | Получено слишком много сущностей из Викиданные. Количество загруженных сущностей: 400/400. |
| 42  | Игумницево       | деревня | Получено слишком много сущностей из Викиданные. Количество загруженных сущностей: 400/400. |
| 43  | Ишково           | деревня | Получено слишком много сущностей из Викиданные. Количество загруженных сущностей: 400/400. |
| 44  | Кадасово         | деревня | Получено слишком много сущностей из Викиданные. Количество загруженных сущностей: 400/400. |
| 45  | Калитино         | деревня | Получено слишком много сущностей из Викиданные. Количество загруженных сущностей: 400/400. |
| 46  | Карпово          | деревня | Получено слишком много сущностей из Викиданные. Количество загруженных сущностей: 400/400. |
| 47  | Карповское       | деревня | Получено слишком много сущностей из Викиданные. Количество загруженных сущностей: 400/400. |
| 48  | Ковригино        | деревня | Получено слишком много сущностей из Викиданные. Количество загруженных сущностей: 400/400. |
| 49  | Кожухово         | деревня | Получено слишком много сущностей из Викиданные. Количество загруженных сущностей: 400/400. |
| 50  | Козланга         | деревня | Получено слишком много сущностей из Викиданные. Количество загруженных сущностей: 400/400. |
| 51  | Копылово         | деревня | Получено слишком много сущностей из Викиданные. Количество загруженных сущностей: 400/400. |
| 52  | Космово          | деревня | Получено слишком много сущностей из Викиданные. Количество загруженных сущностей: 400/400. |
| 53  | Косово           | деревня | Получено слишком много сущностей из Викиданные. Количество загруженных сущностей: 400/400. |
| 54  | Коцыно           | деревня | Получено слишком много сущностей из Викиданные. Количество загруженных сущностей: 400/400. |
| 55  | Крапивино        | деревня | Получено слишком много сущностей из Викиданные. Количество загруженных сущностей: 400/400. |
| 56  | Красотинка       | деревня | Получено слишком много сущностей из Викиданные. Количество загруженных сущностей: 400/400. |
| 57  | Кузьминское      | деревня | Получено слишком много сущностей из Викиданные. Количество загруженных сущностей: 400/400. |
| 58  | Лаврентьево      | деревня | Получено слишком много сущностей из Викиданные. Количество загруженных сущностей: 400/400. |
| 59  | Лопотово         | деревня | Получено слишком много сущностей из Викиданные. Количество загруженных сущностей: 400/400. |
| 60  | Лысково          | деревня | Получено слишком много сущностей из Викиданные. Количество загруженных сущностей: 400/400. |
| 61  | Лычево           | деревня | Получено слишком много сущностей из Викиданные. Количество загруженных сущностей: 400/400. |
| 62  | Макарово         | деревня | Получено слишком много сущностей из Викиданные. Количество загруженных сущностей: 400/400. |
| 63  | Малая Сторона    | деревня | Получено слишком много сущностей из Викиданные. Количество загруженных сущностей: 400/400. |
| 64  | Малое Макарово   | деревня | Получено слишком много сущностей из Викиданные. Количество загруженных сущностей: 400/400. |
| 65  | Марково          | деревня | Получено слишком много сущностей из Викиданные. Количество загруженных сущностей: 400/400. |
| 66  | Марковское       | деревня | Получено слишком много сущностей из Викиданные. Количество загруженных сущностей: 400/400. |
| 67  | Матвейцево       | деревня | Получено слишком много сущностей из Викиданные. Количество загруженных сущностей: 400/400. |
| 68  | Матюшкино        | деревня | Получено слишком много сущностей из Викиданные. Количество загруженных сущностей: 400/400. |
| 69  | Милославль       | деревня | Получено слишком много сущностей из Викиданные. Количество загруженных сущностей: 400/400. |
| 70  | Михалево         | деревня | Получено слишком много сущностей из Викиданные. Количество загруженных сущностей: 400/400. |
| 71  | Михалково        | деревня | Получено слишком много сущностей из Викиданные. Количество загруженных сущностей: 400/400. |
| 72  | Мотовилово       | деревня | Получено слишком много сущностей из Викиданные. Количество загруженных сущностей: 400/400. |
| 73  | Мотыри           | деревня | Получено слишком много сущностей из Викиданные. Количество загруженных сущностей: 400/400. |
| 74  | Мытница          | деревня | Получено слишком много сущностей из Викиданные. Количество загруженных сущностей: 400/400. |
| 75  | Наместово        | деревня | Получено слишком много сущностей из Викиданные. Количество загруженных сущностей: 400/400. |
| 76  | Нижний Починок   | деревня | Получено слишком много сущностей из Викиданные. Количество загруженных сущностей: 400/400. |
| 77  | Никольское       | деревня | Получено слишком много сущностей из Викиданные. Количество загруженных сущностей: 400/400. |
| 78  | Новая            | деревня | Получено слишком много сущностей из Викиданные. Количество загруженных сущностей: 400/400. |
| 79  | Новое            | село    | Получено слишком много сущностей из Викиданные. Количество загруженных сущностей: 400/400. |
| 80  | Новоселка        | деревня | Получено слишком много сущностей из Викиданные. Количество загруженных сущностей: 400/400. |
| 81  | Ноземские Исады  | деревня | Получено слишком много сущностей из Викиданные. Количество загруженных сущностей: 400/400. |
| 82  | Оброшино         | деревня | Получено слишком много сущностей из Викиданные. Количество загруженных сущностей: 400/400. |
| 83  | Огнево           | деревня | Получено слишком много сущностей из Викиданные. Количество загруженных сущностей: 400/400. |
| 84  | Одомцыно         | деревня | Получено слишком много сущностей из Викиданные. Количество загруженных сущностей: 400/400. |
| 85  | Олехово          | деревня | Получено слишком много сущностей из Викиданные. Количество загруженных сущностей: 400/400. |
| 86  | Острецово        | деревня | Получено слишком много сущностей из Викиданные. Количество загруженных сущностей: 400/400. |
| 87  | Пазухино         | деревня | Получено слишком много сущностей из Викиданные. Количество загруженных сущностей: 400/400. |
| 88  | Паньково         | деревня | Получено слишком много сущностей из Викиданные. Количество загруженных сущностей: 400/400. |
| 89  | Парфенка         | деревня | Получено слишком много сущностей из Викиданные. Количество загруженных сущностей: 400/400. |
| 90  | Пеньево          | деревня | Получено слишком много сущностей из Викиданные. Количество загруженных сущностей: 400/400. |
| 91  | Пестиково        | деревня | Получено слишком много сущностей из Викиданные. Количество загруженных сущностей: 400/400. |
| 92  | Петрищево        | деревня | Получено слишком много сущностей из Викиданные. Количество загруженных сущностей: 400/400. |
| 93  | Пешково          | деревня | Получено слишком много сущностей из Викиданные. Количество загруженных сущностей: 400/400. |
| 94  | Пионерский       | посёлок | Получено слишком много сущностей из Викиданные. Количество загруженных сущностей: 400/400. |
| 95  | Племянниково     | деревня | Получено слишком много сущностей из Викиданные. Количество загруженных сущностей: 400/400. |
| 96  | Плюснино         | деревня | Получено слишком много сущностей из Викиданные. Количество загруженных сущностей: 400/400. |
| 97  | Подберезново     | деревня | Получено слишком много сущностей из Викиданные. Количество загруженных сущностей: 400/400. |
| 98  | Подболотная      | деревня | Получено слишком много сущностей из Викиданные. Количество загруженных сущностей: 400/400. |
| 99  | Подгорново       | деревня | Получено слишком много сущностей из Викиданные. Количество загруженных сущностей: 400/400. |
| 100 | Подкурново       | деревня | Получено слишком много сущностей из Викиданные. Количество загруженных сущностей: 400/400. |
| 101 | Поплевино        | деревня | Получено слишком много сущностей из Викиданные. Количество загруженных сущностей: 400/400. |
| 102 | Поповское        | деревня | Получено слишком много сущностей из Викиданные. Количество загруженных сущностей: 400/400. |
| 103 | Попцово          | деревня | Получено слишком много сущностей из Викиданные. Количество загруженных сущностей: 400/400. |
| 104 | Починок          | деревня | Получено слишком много сущностей из Викиданные. Количество загруженных сущностей: 400/400. |
| 105 | Пристань Исады   | деревня | Получено слишком много сущностей из Викиданные. Количество загруженных сущностей: 400/400. |
| 106 | Протасово        | деревня | Получено слишком много сущностей из Викиданные. Количество загруженных сущностей: 400/400. |
| 107 | Пустошново       | деревня | Получено слишком много сущностей из Викиданные. Количество загруженных сущностей: 400/400. |
| 108 | Раздольная       | деревня | Получено слишком много сущностей из Викиданные. Количество загруженных сущностей: 400/400. |
| 109 | Ропотово         | деревня | Получено слишком много сущностей из Викиданные. Количество загруженных сущностей: 400/400. |
| 110 | Ряпалово         | деревня | Получено слишком много сущностей из Викиданные. Количество загруженных сущностей: 400/400. |
| 111 | Саранцыно        | деревня | Получено слишком много сущностей из Викиданные. Количество загруженных сущностей: 400/400. |
| 112 | Сахарово         | деревня | Получено слишком много сущностей из Викиданные. Количество загруженных сущностей: 400/400. |
| 113 | Сбродово         | деревня | Получено слишком много сущностей из Викиданные. Количество загруженных сущностей: 400/400. |
| 114 | Сватилово        | деревня | Получено слишком много сущностей из Викиданные. Количество загруженных сущностей: 400/400. |
| 115 | Святогорье       | село    | Получено слишком много сущностей из Викиданные. Количество загруженных сущностей: 400/400. |
| 116 | Селища           | деревня | Получено слишком много сущностей из Викиданные. Количество загруженных сущностей: 400/400. |
| 117 | Семенково        | деревня | Получено слишком много сущностей из Викиданные. Количество загруженных сущностей: 400/400. |
| 118 | Семеновское      | деревня | Получено слишком много сущностей из Викиданные. Количество загруженных сущностей: 400/400. |
| 119 | Середнево        | деревня | Получено слишком много сущностей из Викиданные. Количество загруженных сущностей: 400/400. |
| 120 | Славянка         | деревня | Получено слишком много сущностей из Викиданные. Количество загруженных сущностей: 400/400. |
| 121 | Слободка         | деревня | Получено слишком много сущностей из Викиданные. Количество загруженных сущностей: 400/400. |
| 122 | Совка            | деревня | Получено слишком много сущностей из Викиданные. Количество загруженных сущностей: 400/400. |
| 123 | Спас-Ямщики      | село    | Получено слишком много сущностей из Викиданные. Количество загруженных сущностей: 400/400. |
| 124 | Становое         | деревня | Получено слишком много сущностей из Викиданные. Количество загруженных сущностей: 400/400. |
| 125 | Старое           | село    | Получено слишком много сущностей из Викиданные. Количество загруженных сущностей: 400/400. |
| 126 | Степановское     | деревня | Получено слишком много сущностей из Викиданные. Количество загруженных сущностей: 400/400. |
| 127 | Сухонский        | посёлок | Получено слишком много сущностей из Викиданные. Количество загруженных сущностей: 400/400. |
| 128 | Тупицыно         | деревня | Получено слишком много сущностей из Викиданные. Количество загруженных сущностей: 400/400. |
| 129 | Туровец          | посёлок | Получено слишком много сущностей из Викиданные. Количество загруженных сущностей: 400/400. |
| 130 | Турыбанино       | деревня | Получено слишком много сущностей из Викиданные. Количество загруженных сущностей: 400/400. |
| 131 | Уваровица        | деревня | Получено слишком много сущностей из Викиданные. Количество загруженных сущностей: 400/400. |
| 132 | Ушаково          | деревня | Получено слишком много сущностей из Викиданные. Количество загруженных сущностей: 400/400. |
| 133 | Феднево          | деревня | Получено слишком много сущностей из Викиданные. Количество загруженных сущностей: 400/400. |
| 134 | Федотеево        | деревня | Получено слишком много сущностей из Викиданные. Количество загруженных сущностей: 400/400. |
| 135 | Фролово          | деревня | Получено слишком много сущностей из Викиданные. Количество загруженных сущностей: 400/400. |
| 136 | Хожаево          | деревня | Получено слишком много сущностей из Викиданные. Количество загруженных сущностей: 400/400. |
| 137 | Чертовское       | деревня | Получено слишком много сущностей из Викиданные. Количество загруженных сущностей: 400/400. |
| 138 | Шейбухта         | село    | Получено слишком много сущностей из Викиданные. Количество загруженных сущностей: 400/400. |
| 139 | Шетенево         | деревня | Получено слишком много сущностей из Викиданные. Количество загруженных сущностей: 400/400. |
| 140 | Шингарские Исады | деревня | Получено слишком много сущностей из Викиданные. Количество загруженных сущностей: 400/400. |
| 141 | Шихмино          | деревня | Получено слишком много сущностей из Викиданные. Количество загруженных сущностей: 400/400. |
| 142 | Шихово           | деревня | Получено слишком много сущностей из Викиданные. Количество загруженных сущностей: 400/400. |
| 143 | Шиченга          | посёлок | Получено слишком много сущностей из Викиданные. Количество загруженных сущностей: 400/400. |
| 144 | Шонорово         | деревня | Получено слишком много сущностей из Викиданные. Количество загруженных сущностей: 400/400. |
| 145 | Шуйское          | село    | Получено слишком много сущностей из Викиданные. Количество загруженных сущностей: 400/400. |
| 146 | Щелково          | деревня | Получено слишком много сущностей из Викиданные. Количество загруженных сущностей: 400/400. |
| 147 | Щипино           | деревня | Получено слишком много сущностей из Викиданные. Количество загруженных сущностей: 400/400. |
| 148 | Юсово            | деревня | Получено слишком много сущностей из Викиданные. Количество загруженных сущностей: 400/400. |
| 149 | Яскино           | деревня | Получено слишком много сущностей из Викиданные. Количество загруженных сущностей: 400/400. |

### Никольский
#invoke:Tables

### Нюксенский
1 сельский населённый пункт Нюксенского района на муниципальном уровне относится к Бабушкинскому муниципальному району.
Шаблон:Автонумерация

### Сокольский
Шаблон:Автонумерация

### Сямженский
В состав Сямженского муниципального района входят населённые пункты Сямженского района, а также 3 населённых пункта Харовского района (посёлки 47 км, Дружба, Согорки).
Шаблон:Автонумерация